# ミュンヘン美術院の人物一覧
ミュンヘン美術院の人物一覧（ミュンヘンびじゅついんのじんぶついちらん）は、ミュンヘン美術院に関係した人物の一覧記事。

## 教授/アカデミー会員
| 名前                                           | 生没年    | 出身の国        | 備考・出典     |
| ---------------------------------------------- | --------- | --------------- | -------------- |
| ヨハン・ペーター・フォン・ランガー             | 1756-1824 | ドイツ          | 1806年から校長 |
| ヨハン・ゲオルク・ディリス                     | 1759-1841 | ドイツ          | 1808年から教授 |
| ヴィルヘルム・フォン・コベル                   | 1766-1853 | ドイツ          | 1814年から教授 |
| コンラート・エーベルハルト                     | 1768-1855 | ドイツ          | 1816年から教授 |
| ペーター・フォン・コルネリウス                 | 1783-1867 | ドイツ          |                |
| フェルディナント・オリヴィエ                   | 1785-1841 | ドイツ          | 1833年から教授 |
| ユリウス・シュノル・フォン・カロルスフェルト   | 1794-1872 | ドイツ          |                |
| ヘルマン・アンシュッツ                         | 1802-1880 | ドイツ          | 1847年から教授 |
| モーリッツ・フォン・シュヴィント               | 1804-1871 | ドイツ          | 1847年から教授 |
| ヴィルヘルム・フォン・カウルバッハ             | 1805-1874 | ドイツ          |                |
| フィリップ・フォン・フォルツ                   | 1805-1877 | ドイツ          |                |
| ヨハン・ゲオルク・ヒルテンシュペルガー         | 1806-1890 | ドイツ          |                |
| エドゥアルト・シュライヒ                       | 1812-1874 | ドイツ          |                |
| アルトゥール・ランベルク                       | 1819-1875 | ドイツ          | 1866年から教授 |
| カール・フォン・ピロティ                       | 1826-1886 | ドイツ          |                |
| フランツ・フォン・レンバッハ                   | 1836-1904 | ドイツ          |                |
| ローレンス・アルマ＝タデマ                     | 1836-1912 | オランダ/ドイツ |                |
| アントン・ブライト                             | 1836-1905 | ドイツ          |                |
| オットー・シンディング                         | 1842-1909 | ノルウェー      | 1903年から教授 |
| ジュラ・ベンツール                             | 1844-1920 | ハンガリー      |                |
| ルートヴィヒ・フォン・レフツ                   | 1845-1910 | ドイツ          | 1879年から教授 |
| フーゴー・フォン・ハーベルマン                 | 1849-1929 | ドイツ          |                |
| フリードリヒ・アウグスト・フォン・カウルバッハ | 1850-1920 | ドイツ          |                |
| ペーター・ハルム                               | 1854-1923 | ドイツ          |                |
| マックス・クリンガー                           | 1857-1920 | ドイツ          |                |
| アンジェロ・ヤンク                             | 1868-1940 | ドイツ          |                |
| エドゥアルド・パオロッツィ                     | 1924-2005 | イギリス        |                |

## 学んだ人物
| 名前                                         | 生没年      | 出身の国               | 備考・出典     | 作品例 |
| -------------------------------------------- | ----------- | ---------------------- | -------------- | --- |
| マックス・ヨゼフ・ヴァーゲンバウアー         | 1775-1829   | ドイツ                 |                | ヘス C.P.フォール A・ルーカス A・M・ザイツ F.フォルツ カール・ハーグ パウル・ヴェーバー N.リトラス J.R.テート ベルタラン ヤン・マテイコ ディーツ H.マカルト N.ギジス ベンツール ライブル ウーデ ドゥフェネク G・キュール トリュブナー ヘルツェル P.ヘッカー ハンス・オルデ O.H.バッチャー デキャンプ A.ミュシャ ランデンベルガー ムンク シュタール 原田直次郎 カンディンスキー スレーフォークト ルキアン ヴァルター・トール マティヤ・ヤーマ オシップ・ブラス ルドルフ・レヴィ クレー マルク リトラス ツィガーニ・デジェー ヴィルヘルム・テニー ハンス・ラッサー H・エプスタイン クッター |
| ドメニコ・クアーリョ                         | 1787-1837   | ドイツ                 |                | ヘス C.P.フォール A・ルーカス A・M・ザイツ F.フォルツ カール・ハーグ パウル・ヴェーバー N.リトラス J.R.テート ベルタラン ヤン・マテイコ ディーツ H.マカルト N.ギジス ベンツール ライブル ウーデ ドゥフェネク G・キュール トリュブナー ヘルツェル P.ヘッカー ハンス・オルデ O.H.バッチャー デキャンプ A.ミュシャ ランデンベルガー ムンク シュタール 原田直次郎 カンディンスキー スレーフォークト ルキアン ヴァルター・トール マティヤ・ヤーマ オシップ・ブラス ルドルフ・レヴィ クレー マルク リトラス ツィガーニ・デジェー ヴィルヘルム・テニー ハンス・ラッサー H・エプスタイン クッター |
| ヨハン・アントン・ランブー                   | 1790-1866   | ドイツ                 |                | ヘス C.P.フォール A・ルーカス A・M・ザイツ F.フォルツ カール・ハーグ パウル・ヴェーバー N.リトラス J.R.テート ベルタラン ヤン・マテイコ ディーツ H.マカルト N.ギジス ベンツール ライブル ウーデ ドゥフェネク G・キュール トリュブナー ヘルツェル P.ヘッカー ハンス・オルデ O.H.バッチャー デキャンプ A.ミュシャ ランデンベルガー ムンク シュタール 原田直次郎 カンディンスキー スレーフォークト ルキアン ヴァルター・トール マティヤ・ヤーマ オシップ・ブラス ルドルフ・レヴィ クレー マルク リトラス ツィガーニ・デジェー ヴィルヘルム・テニー ハンス・ラッサー H・エプスタイン クッター |
| ルートヴィッヒ・グリム                       | 1790-1863   | ドイツ                 |                | ヘス C.P.フォール A・ルーカス A・M・ザイツ F.フォルツ カール・ハーグ パウル・ヴェーバー N.リトラス J.R.テート ベルタラン ヤン・マテイコ ディーツ H.マカルト N.ギジス ベンツール ライブル ウーデ ドゥフェネク G・キュール トリュブナー ヘルツェル P.ヘッカー ハンス・オルデ O.H.バッチャー デキャンプ A.ミュシャ ランデンベルガー ムンク シュタール 原田直次郎 カンディンスキー スレーフォークト ルキアン ヴァルター・トール マティヤ・ヤーマ オシップ・ブラス ルドルフ・レヴィ クレー マルク リトラス ツィガーニ・デジェー ヴィルヘルム・テニー ハンス・ラッサー H・エプスタイン クッター |
| マリー・エーレンリーダー                     | 1791-1863   | ドイツ                 |                | ヘス C.P.フォール A・ルーカス A・M・ザイツ F.フォルツ カール・ハーグ パウル・ヴェーバー N.リトラス J.R.テート ベルタラン ヤン・マテイコ ディーツ H.マカルト N.ギジス ベンツール ライブル ウーデ ドゥフェネク G・キュール トリュブナー ヘルツェル P.ヘッカー ハンス・オルデ O.H.バッチャー デキャンプ A.ミュシャ ランデンベルガー ムンク シュタール 原田直次郎 カンディンスキー スレーフォークト ルキアン ヴァルター・トール マティヤ・ヤーマ オシップ・ブラス ルドルフ・レヴィ クレー マルク リトラス ツィガーニ・デジェー ヴィルヘルム・テニー ハンス・ラッサー H・エプスタイン クッター |
| ペーター・フォン・ヘス                       | 1792-1871   | ドイツ                 |                | ヘス C.P.フォール A・ルーカス A・M・ザイツ F.フォルツ カール・ハーグ パウル・ヴェーバー N.リトラス J.R.テート ベルタラン ヤン・マテイコ ディーツ H.マカルト N.ギジス ベンツール ライブル ウーデ ドゥフェネク G・キュール トリュブナー ヘルツェル P.ヘッカー ハンス・オルデ O.H.バッチャー デキャンプ A.ミュシャ ランデンベルガー ムンク シュタール 原田直次郎 カンディンスキー スレーフォークト ルキアン ヴァルター・トール マティヤ・ヤーマ オシップ・ブラス ルドルフ・レヴィ クレー マルク リトラス ツィガーニ・デジェー ヴィルヘルム・テニー ハンス・ラッサー H・エプスタイン クッター |
| ロレンツォ・クアーリョ2世                    | 1793-1869   | ドイツ                 |                | ヘス C.P.フォール A・ルーカス A・M・ザイツ F.フォルツ カール・ハーグ パウル・ヴェーバー N.リトラス J.R.テート ベルタラン ヤン・マテイコ ディーツ H.マカルト N.ギジス ベンツール ライブル ウーデ ドゥフェネク G・キュール トリュブナー ヘルツェル P.ヘッカー ハンス・オルデ O.H.バッチャー デキャンプ A.ミュシャ ランデンベルガー ムンク シュタール 原田直次郎 カンディンスキー スレーフォークト ルキアン ヴァルター・トール マティヤ・ヤーマ オシップ・ブラス ルドルフ・レヴィ クレー マルク リトラス ツィガーニ・デジェー ヴィルヘルム・テニー ハンス・ラッサー H・エプスタイン クッター |
| カール・フィリップ・フォール                 | 1795-1818   | ドイツ                 |                | ヘス C.P.フォール A・ルーカス A・M・ザイツ F.フォルツ カール・ハーグ パウル・ヴェーバー N.リトラス J.R.テート ベルタラン ヤン・マテイコ ディーツ H.マカルト N.ギジス ベンツール ライブル ウーデ ドゥフェネク G・キュール トリュブナー ヘルツェル P.ヘッカー ハンス・オルデ O.H.バッチャー デキャンプ A.ミュシャ ランデンベルガー ムンク シュタール 原田直次郎 カンディンスキー スレーフォークト ルキアン ヴァルター・トール マティヤ・ヤーマ オシップ・ブラス ルドルフ・レヴィ クレー マルク リトラス ツィガーニ・デジェー ヴィルヘルム・テニー ハンス・ラッサー H・エプスタイン クッター |
| ハインリヒ・マリア・フォン・ヘス             | 1798-1863   | ドイツ                 | 1826年に教授   | ヘス C.P.フォール A・ルーカス A・M・ザイツ F.フォルツ カール・ハーグ パウル・ヴェーバー N.リトラス J.R.テート ベルタラン ヤン・マテイコ ディーツ H.マカルト N.ギジス ベンツール ライブル ウーデ ドゥフェネク G・キュール トリュブナー ヘルツェル P.ヘッカー ハンス・オルデ O.H.バッチャー デキャンプ A.ミュシャ ランデンベルガー ムンク シュタール 原田直次郎 カンディンスキー スレーフォークト ルキアン ヴァルター・トール マティヤ・ヤーマ オシップ・ブラス ルドルフ・レヴィ クレー マルク リトラス ツィガーニ・デジェー ヴィルヘルム・テニー ハンス・ラッサー H・エプスタイン クッター |
| ダニエル・フォール                           | 1801-1862   | ドイツ                 |                | ヘス C.P.フォール A・ルーカス A・M・ザイツ F.フォルツ カール・ハーグ パウル・ヴェーバー N.リトラス J.R.テート ベルタラン ヤン・マテイコ ディーツ H.マカルト N.ギジス ベンツール ライブル ウーデ ドゥフェネク G・キュール トリュブナー ヘルツェル P.ヘッカー ハンス・オルデ O.H.バッチャー デキャンプ A.ミュシャ ランデンベルガー ムンク シュタール 原田直次郎 カンディンスキー スレーフォークト ルキアン ヴァルター・トール マティヤ・ヤーマ オシップ・ブラス ルドルフ・レヴィ クレー マルク リトラス ツィガーニ・デジェー ヴィルヘルム・テニー ハンス・ラッサー H・エプスタイン クッター |
| ヨハン・ハインリヒ・リヒター                 | 1803-1845   | ドイツ                 |                | ヘス C.P.フォール A・ルーカス A・M・ザイツ F.フォルツ カール・ハーグ パウル・ヴェーバー N.リトラス J.R.テート ベルタラン ヤン・マテイコ ディーツ H.マカルト N.ギジス ベンツール ライブル ウーデ ドゥフェネク G・キュール トリュブナー ヘルツェル P.ヘッカー ハンス・オルデ O.H.バッチャー デキャンプ A.ミュシャ ランデンベルガー ムンク シュタール 原田直次郎 カンディンスキー スレーフォークト ルキアン ヴァルター・トール マティヤ・ヤーマ オシップ・ブラス ルドルフ・レヴィ クレー マルク リトラス ツィガーニ・デジェー ヴィルヘルム・テニー ハンス・ラッサー H・エプスタイン クッター |
| アウグスト・ルーカス                         | 1803-1863   | ドイツ                 |                | ヘス C.P.フォール A・ルーカス A・M・ザイツ F.フォルツ カール・ハーグ パウル・ヴェーバー N.リトラス J.R.テート ベルタラン ヤン・マテイコ ディーツ H.マカルト N.ギジス ベンツール ライブル ウーデ ドゥフェネク G・キュール トリュブナー ヘルツェル P.ヘッカー ハンス・オルデ O.H.バッチャー デキャンプ A.ミュシャ ランデンベルガー ムンク シュタール 原田直次郎 カンディンスキー スレーフォークト ルキアン ヴァルター・トール マティヤ・ヤーマ オシップ・ブラス ルドルフ・レヴィ クレー マルク リトラス ツィガーニ・デジェー ヴィルヘルム・テニー ハンス・ラッサー H・エプスタイン クッター |
| ロバート・スコット・ローダー                 | 1803-1869   | スコットランド         |                | ヘス C.P.フォール A・ルーカス A・M・ザイツ F.フォルツ カール・ハーグ パウル・ヴェーバー N.リトラス J.R.テート ベルタラン ヤン・マテイコ ディーツ H.マカルト N.ギジス ベンツール ライブル ウーデ ドゥフェネク G・キュール トリュブナー ヘルツェル P.ヘッカー ハンス・オルデ O.H.バッチャー デキャンプ A.ミュシャ ランデンベルガー ムンク シュタール 原田直次郎 カンディンスキー スレーフォークト ルキアン ヴァルター・トール マティヤ・ヤーマ オシップ・ブラス ルドルフ・レヴィ クレー マルク リトラス ツィガーニ・デジェー ヴィルヘルム・テニー ハンス・ラッサー H・エプスタイン クッター |
| フランツ・ハンフシュテングル                 | 1804-1877   | ドイツ                 |                | ヘス C.P.フォール A・ルーカス A・M・ザイツ F.フォルツ カール・ハーグ パウル・ヴェーバー N.リトラス J.R.テート ベルタラン ヤン・マテイコ ディーツ H.マカルト N.ギジス ベンツール ライブル ウーデ ドゥフェネク G・キュール トリュブナー ヘルツェル P.ヘッカー ハンス・オルデ O.H.バッチャー デキャンプ A.ミュシャ ランデンベルガー ムンク シュタール 原田直次郎 カンディンスキー スレーフォークト ルキアン ヴァルター・トール マティヤ・ヤーマ オシップ・ブラス ルドルフ・レヴィ クレー マルク リトラス ツィガーニ・デジェー ヴィルヘルム・テニー ハンス・ラッサー H・エプスタイン クッター |
| ヴィルヘルム・リンデンシュミット (父)        | 1806-1848   | ドイツ                 |                | ヘス C.P.フォール A・ルーカス A・M・ザイツ F.フォルツ カール・ハーグ パウル・ヴェーバー N.リトラス J.R.テート ベルタラン ヤン・マテイコ ディーツ H.マカルト N.ギジス ベンツール ライブル ウーデ ドゥフェネク G・キュール トリュブナー ヘルツェル P.ヘッカー ハンス・オルデ O.H.バッチャー デキャンプ A.ミュシャ ランデンベルガー ムンク シュタール 原田直次郎 カンディンスキー スレーフォークト ルキアン ヴァルター・トール マティヤ・ヤーマ オシップ・ブラス ルドルフ・レヴィ クレー マルク リトラス ツィガーニ・デジェー ヴィルヘルム・テニー ハンス・ラッサー H・エプスタイン クッター |
| アレクサンダー・マクシミリアン・ザイツ       | 1811-1888   | ドイツ                 |                | ヘス C.P.フォール A・ルーカス A・M・ザイツ F.フォルツ カール・ハーグ パウル・ヴェーバー N.リトラス J.R.テート ベルタラン ヤン・マテイコ ディーツ H.マカルト N.ギジス ベンツール ライブル ウーデ ドゥフェネク G・キュール トリュブナー ヘルツェル P.ヘッカー ハンス・オルデ O.H.バッチャー デキャンプ A.ミュシャ ランデンベルガー ムンク シュタール 原田直次郎 カンディンスキー スレーフォークト ルキアン ヴァルター・トール マティヤ・ヤーマ オシップ・ブラス ルドルフ・レヴィ クレー マルク リトラス ツィガーニ・デジェー ヴィルヘルム・テニー ハンス・ラッサー H・エプスタイン クッター |
| カタリナ・イヴァノヴィッチ                   | 1811-1882   | セビリア               |                | ヘス C.P.フォール A・ルーカス A・M・ザイツ F.フォルツ カール・ハーグ パウル・ヴェーバー N.リトラス J.R.テート ベルタラン ヤン・マテイコ ディーツ H.マカルト N.ギジス ベンツール ライブル ウーデ ドゥフェネク G・キュール トリュブナー ヘルツェル P.ヘッカー ハンス・オルデ O.H.バッチャー デキャンプ A.ミュシャ ランデンベルガー ムンク シュタール 原田直次郎 カンディンスキー スレーフォークト ルキアン ヴァルター・トール マティヤ・ヤーマ オシップ・ブラス ルドルフ・レヴィ クレー マルク リトラス ツィガーニ・デジェー ヴィルヘルム・テニー ハンス・ラッサー H・エプスタイン クッター |
| テオドロス・ヴリザキス                       | 1814-1878   | ギリシャ               |                | ヘス C.P.フォール A・ルーカス A・M・ザイツ F.フォルツ カール・ハーグ パウル・ヴェーバー N.リトラス J.R.テート ベルタラン ヤン・マテイコ ディーツ H.マカルト N.ギジス ベンツール ライブル ウーデ ドゥフェネク G・キュール トリュブナー ヘルツェル P.ヘッカー ハンス・オルデ O.H.バッチャー デキャンプ A.ミュシャ ランデンベルガー ムンク シュタール 原田直次郎 カンディンスキー スレーフォークト ルキアン ヴァルター・トール マティヤ・ヤーマ オシップ・ブラス ルドルフ・レヴィ クレー マルク リトラス ツィガーニ・デジェー ヴィルヘルム・テニー ハンス・ラッサー H・エプスタイン クッター |
| フリードリヒ・フォルツ                       | 1817-1886   | ドイツ                 |                | ヘス C.P.フォール A・ルーカス A・M・ザイツ F.フォルツ カール・ハーグ パウル・ヴェーバー N.リトラス J.R.テート ベルタラン ヤン・マテイコ ディーツ H.マカルト N.ギジス ベンツール ライブル ウーデ ドゥフェネク G・キュール トリュブナー ヘルツェル P.ヘッカー ハンス・オルデ O.H.バッチャー デキャンプ A.ミュシャ ランデンベルガー ムンク シュタール 原田直次郎 カンディンスキー スレーフォークト ルキアン ヴァルター・トール マティヤ・ヤーマ オシップ・ブラス ルドルフ・レヴィ クレー マルク リトラス ツィガーニ・デジェー ヴィルヘルム・テニー ハンス・ラッサー H・エプスタイン クッター |
| ルドルフ・レーマン                           | 1819-1905   | ドイツ                 |                | ヘス C.P.フォール A・ルーカス A・M・ザイツ F.フォルツ カール・ハーグ パウル・ヴェーバー N.リトラス J.R.テート ベルタラン ヤン・マテイコ ディーツ H.マカルト N.ギジス ベンツール ライブル ウーデ ドゥフェネク G・キュール トリュブナー ヘルツェル P.ヘッカー ハンス・オルデ O.H.バッチャー デキャンプ A.ミュシャ ランデンベルガー ムンク シュタール 原田直次郎 カンディンスキー スレーフォークト ルキアン ヴァルター・トール マティヤ・ヤーマ オシップ・ブラス ルドルフ・レヴィ クレー マルク リトラス ツィガーニ・デジェー ヴィルヘルム・テニー ハンス・ラッサー H・エプスタイン クッター |
| アウグスト・フォン・クレリンク               | 1819-1876   | ドイツ                 |                | ヘス C.P.フォール A・ルーカス A・M・ザイツ F.フォルツ カール・ハーグ パウル・ヴェーバー N.リトラス J.R.テート ベルタラン ヤン・マテイコ ディーツ H.マカルト N.ギジス ベンツール ライブル ウーデ ドゥフェネク G・キュール トリュブナー ヘルツェル P.ヘッカー ハンス・オルデ O.H.バッチャー デキャンプ A.ミュシャ ランデンベルガー ムンク シュタール 原田直次郎 カンディンスキー スレーフォークト ルキアン ヴァルター・トール マティヤ・ヤーマ オシップ・ブラス ルドルフ・レヴィ クレー マルク リトラス ツィガーニ・デジェー ヴィルヘルム・テニー ハンス・ラッサー H・エプスタイン クッター |
| カール・ハーグ                               | 1820-1915   | ドイツ                 |                | ヘス C.P.フォール A・ルーカス A・M・ザイツ F.フォルツ カール・ハーグ パウル・ヴェーバー N.リトラス J.R.テート ベルタラン ヤン・マテイコ ディーツ H.マカルト N.ギジス ベンツール ライブル ウーデ ドゥフェネク G・キュール トリュブナー ヘルツェル P.ヘッカー ハンス・オルデ O.H.バッチャー デキャンプ A.ミュシャ ランデンベルガー ムンク シュタール 原田直次郎 カンディンスキー スレーフォークト ルキアン ヴァルター・トール マティヤ・ヤーマ オシップ・ブラス ルドルフ・レヴィ クレー マルク リトラス ツィガーニ・デジェー ヴィルヘルム・テニー ハンス・ラッサー H・エプスタイン クッター |
| ルートヴィッヒ・デ・クードル                 | 1820-1878   | ドイツ                 |                | ヘス C.P.フォール A・ルーカス A・M・ザイツ F.フォルツ カール・ハーグ パウル・ヴェーバー N.リトラス J.R.テート ベルタラン ヤン・マテイコ ディーツ H.マカルト N.ギジス ベンツール ライブル ウーデ ドゥフェネク G・キュール トリュブナー ヘルツェル P.ヘッカー ハンス・オルデ O.H.バッチャー デキャンプ A.ミュシャ ランデンベルガー ムンク シュタール 原田直次郎 カンディンスキー スレーフォークト ルキアン ヴァルター・トール マティヤ・ヤーマ オシップ・ブラス ルドルフ・レヴィ クレー マルク リトラス ツィガーニ・デジェー ヴィルヘルム・テニー ハンス・ラッサー H・エプスタイン クッター |
| コンラート・グローブ                         | 1820-1904   | ドイツ                 |                | ヘス C.P.フォール A・ルーカス A・M・ザイツ F.フォルツ カール・ハーグ パウル・ヴェーバー N.リトラス J.R.テート ベルタラン ヤン・マテイコ ディーツ H.マカルト N.ギジス ベンツール ライブル ウーデ ドゥフェネク G・キュール トリュブナー ヘルツェル P.ヘッカー ハンス・オルデ O.H.バッチャー デキャンプ A.ミュシャ ランデンベルガー ムンク シュタール 原田直次郎 カンディンスキー スレーフォークト ルキアン ヴァルター・トール マティヤ・ヤーマ オシップ・ブラス ルドルフ・レヴィ クレー マルク リトラス ツィガーニ・デジェー ヴィルヘルム・テニー ハンス・ラッサー H・エプスタイン クッター |
| パウル・ヴェーバー                           | 1823-1916   | ドイツ                 |                | ヘス C.P.フォール A・ルーカス A・M・ザイツ F.フォルツ カール・ハーグ パウル・ヴェーバー N.リトラス J.R.テート ベルタラン ヤン・マテイコ ディーツ H.マカルト N.ギジス ベンツール ライブル ウーデ ドゥフェネク G・キュール トリュブナー ヘルツェル P.ヘッカー ハンス・オルデ O.H.バッチャー デキャンプ A.ミュシャ ランデンベルガー ムンク シュタール 原田直次郎 カンディンスキー スレーフォークト ルキアン ヴァルター・トール マティヤ・ヤーマ オシップ・ブラス ルドルフ・レヴィ クレー マルク リトラス ツィガーニ・デジェー ヴィルヘルム・テニー ハンス・ラッサー H・エプスタイン クッター |
| ルートヴィヒ・ティールシュ                   | 1825-1909   | ドイツ                 |                | ヘス C.P.フォール A・ルーカス A・M・ザイツ F.フォルツ カール・ハーグ パウル・ヴェーバー N.リトラス J.R.テート ベルタラン ヤン・マテイコ ディーツ H.マカルト N.ギジス ベンツール ライブル ウーデ ドゥフェネク G・キュール トリュブナー ヘルツェル P.ヘッカー ハンス・オルデ O.H.バッチャー デキャンプ A.ミュシャ ランデンベルガー ムンク シュタール 原田直次郎 カンディンスキー スレーフォークト ルキアン ヴァルター・トール マティヤ・ヤーマ オシップ・ブラス ルドルフ・レヴィ クレー マルク リトラス ツィガーニ・デジェー ヴィルヘルム・テニー ハンス・ラッサー H・エプスタイン クッター |
| ルートヴィヒ・グスタフ・フォルツ             | 1825-1911   | ドイツ                 |                | ヘス C.P.フォール A・ルーカス A・M・ザイツ F.フォルツ カール・ハーグ パウル・ヴェーバー N.リトラス J.R.テート ベルタラン ヤン・マテイコ ディーツ H.マカルト N.ギジス ベンツール ライブル ウーデ ドゥフェネク G・キュール トリュブナー ヘルツェル P.ヘッカー ハンス・オルデ O.H.バッチャー デキャンプ A.ミュシャ ランデンベルガー ムンク シュタール 原田直次郎 カンディンスキー スレーフォークト ルキアン ヴァルター・トール マティヤ・ヤーマ オシップ・ブラス ルドルフ・レヴィ クレー マルク リトラス ツィガーニ・デジェー ヴィルヘルム・テニー ハンス・ラッサー H・エプスタイン クッター |
| ヴィルヘルム・リンデンシュミット (子)        | 1829-1895   | ドイツ                 | 1875年から教授 | ヘス C.P.フォール A・ルーカス A・M・ザイツ F.フォルツ カール・ハーグ パウル・ヴェーバー N.リトラス J.R.テート ベルタラン ヤン・マテイコ ディーツ H.マカルト N.ギジス ベンツール ライブル ウーデ ドゥフェネク G・キュール トリュブナー ヘルツェル P.ヘッカー ハンス・オルデ O.H.バッチャー デキャンプ A.ミュシャ ランデンベルガー ムンク シュタール 原田直次郎 カンディンスキー スレーフォークト ルキアン ヴァルター・トール マティヤ・ヤーマ オシップ・ブラス ルドルフ・レヴィ クレー マルク リトラス ツィガーニ・デジェー ヴィルヘルム・テニー ハンス・ラッサー H・エプスタイン クッター |
| テオドール・ホルシェルト                     | 1829-1871   | ドイツ                 |                | ヘス C.P.フォール A・ルーカス A・M・ザイツ F.フォルツ カール・ハーグ パウル・ヴェーバー N.リトラス J.R.テート ベルタラン ヤン・マテイコ ディーツ H.マカルト N.ギジス ベンツール ライブル ウーデ ドゥフェネク G・キュール トリュブナー ヘルツェル P.ヘッカー ハンス・オルデ O.H.バッチャー デキャンプ A.ミュシャ ランデンベルガー ムンク シュタール 原田直次郎 カンディンスキー スレーフォークト ルキアン ヴァルター・トール マティヤ・ヤーマ オシップ・ブラス ルドルフ・レヴィ クレー マルク リトラス ツィガーニ・デジェー ヴィルヘルム・テニー ハンス・ラッサー H・エプスタイン クッター |
| ニキフォロス・リトラス                       | 1832-1904   | ギリシャ               |                | ヘス C.P.フォール A・ルーカス A・M・ザイツ F.フォルツ カール・ハーグ パウル・ヴェーバー N.リトラス J.R.テート ベルタラン ヤン・マテイコ ディーツ H.マカルト N.ギジス ベンツール ライブル ウーデ ドゥフェネク G・キュール トリュブナー ヘルツェル P.ヘッカー ハンス・オルデ O.H.バッチャー デキャンプ A.ミュシャ ランデンベルガー ムンク シュタール 原田直次郎 カンディンスキー スレーフォークト ルキアン ヴァルター・トール マティヤ・ヤーマ オシップ・ブラス ルドルフ・レヴィ クレー マルク リトラス ツィガーニ・デジェー ヴィルヘルム・テニー ハンス・ラッサー H・エプスタイン クッター |
| アルベルト・キンドラー                       | 1833-1876   | ドイツ                 |                | ヘス C.P.フォール A・ルーカス A・M・ザイツ F.フォルツ カール・ハーグ パウル・ヴェーバー N.リトラス J.R.テート ベルタラン ヤン・マテイコ ディーツ H.マカルト N.ギジス ベンツール ライブル ウーデ ドゥフェネク G・キュール トリュブナー ヘルツェル P.ヘッカー ハンス・オルデ O.H.バッチャー デキャンプ A.ミュシャ ランデンベルガー ムンク シュタール 原田直次郎 カンディンスキー スレーフォークト ルキアン ヴァルター・トール マティヤ・ヤーマ オシップ・ブラス ルドルフ・レヴィ クレー マルク リトラス ツィガーニ・デジェー ヴィルヘルム・テニー ハンス・ラッサー H・エプスタイン クッター |
| ジョン・ロビンソン・テート                   | 1834-1909   | アメリカ合衆国         |                | ヘス C.P.フォール A・ルーカス A・M・ザイツ F.フォルツ カール・ハーグ パウル・ヴェーバー N.リトラス J.R.テート ベルタラン ヤン・マテイコ ディーツ H.マカルト N.ギジス ベンツール ライブル ウーデ ドゥフェネク G・キュール トリュブナー ヘルツェル P.ヘッカー ハンス・オルデ O.H.バッチャー デキャンプ A.ミュシャ ランデンベルガー ムンク シュタール 原田直次郎 カンディンスキー スレーフォークト ルキアン ヴァルター・トール マティヤ・ヤーマ オシップ・ブラス ルドルフ・レヴィ クレー マルク リトラス ツィガーニ・デジェー ヴィルヘルム・テニー ハンス・ラッサー H・エプスタイン クッター |
| セーケイ・ベルタラン                         | 1835-1910   | ハンガリー             |                | ヘス C.P.フォール A・ルーカス A・M・ザイツ F.フォルツ カール・ハーグ パウル・ヴェーバー N.リトラス J.R.テート ベルタラン ヤン・マテイコ ディーツ H.マカルト N.ギジス ベンツール ライブル ウーデ ドゥフェネク G・キュール トリュブナー ヘルツェル P.ヘッカー ハンス・オルデ O.H.バッチャー デキャンプ A.ミュシャ ランデンベルガー ムンク シュタール 原田直次郎 カンディンスキー スレーフォークト ルキアン ヴァルター・トール マティヤ・ヤーマ オシップ・ブラス ルドルフ・レヴィ クレー マルク リトラス ツィガーニ・デジェー ヴィルヘルム・テニー ハンス・ラッサー H・エプスタイン クッター |
| フランツ・デフレガー                         | 1835-1921   | オーストリア           | 1878年から教授 | ヘス C.P.フォール A・ルーカス A・M・ザイツ F.フォルツ カール・ハーグ パウル・ヴェーバー N.リトラス J.R.テート ベルタラン ヤン・マテイコ ディーツ H.マカルト N.ギジス ベンツール ライブル ウーデ ドゥフェネク G・キュール トリュブナー ヘルツェル P.ヘッカー ハンス・オルデ O.H.バッチャー デキャンプ A.ミュシャ ランデンベルガー ムンク シュタール 原田直次郎 カンディンスキー スレーフォークト ルキアン ヴァルター・トール マティヤ・ヤーマ オシップ・ブラス ルドルフ・レヴィ クレー マルク リトラス ツィガーニ・デジェー ヴィルヘルム・テニー ハンス・ラッサー H・エプスタイン クッター |
| アルベルト・カッピス                         | 1836-1914   | ドイツ                 |                | ヘス C.P.フォール A・ルーカス A・M・ザイツ F.フォルツ カール・ハーグ パウル・ヴェーバー N.リトラス J.R.テート ベルタラン ヤン・マテイコ ディーツ H.マカルト N.ギジス ベンツール ライブル ウーデ ドゥフェネク G・キュール トリュブナー ヘルツェル P.ヘッカー ハンス・オルデ O.H.バッチャー デキャンプ A.ミュシャ ランデンベルガー ムンク シュタール 原田直次郎 カンディンスキー スレーフォークト ルキアン ヴァルター・トール マティヤ・ヤーマ オシップ・ブラス ルドルフ・レヴィ クレー マルク リトラス ツィガーニ・デジェー ヴィルヘルム・テニー ハンス・ラッサー H・エプスタイン クッター |
| カール・ライヒェルト                         | 1836-1918   | オーストリア           |                | ヘス C.P.フォール A・ルーカス A・M・ザイツ F.フォルツ カール・ハーグ パウル・ヴェーバー N.リトラス J.R.テート ベルタラン ヤン・マテイコ ディーツ H.マカルト N.ギジス ベンツール ライブル ウーデ ドゥフェネク G・キュール トリュブナー ヘルツェル P.ヘッカー ハンス・オルデ O.H.バッチャー デキャンプ A.ミュシャ ランデンベルガー ムンク シュタール 原田直次郎 カンディンスキー スレーフォークト ルキアン ヴァルター・トール マティヤ・ヤーマ オシップ・ブラス ルドルフ・レヴィ クレー マルク リトラス ツィガーニ・デジェー ヴィルヘルム・テニー ハンス・ラッサー H・エプスタイン クッター |
| フランティシェク・セクエンス                 | 1836-1896   | チェコ                 |                | ヘス C.P.フォール A・ルーカス A・M・ザイツ F.フォルツ カール・ハーグ パウル・ヴェーバー N.リトラス J.R.テート ベルタラン ヤン・マテイコ ディーツ H.マカルト N.ギジス ベンツール ライブル ウーデ ドゥフェネク G・キュール トリュブナー ヘルツェル P.ヘッカー ハンス・オルデ O.H.バッチャー デキャンプ A.ミュシャ ランデンベルガー ムンク シュタール 原田直次郎 カンディンスキー スレーフォークト ルキアン ヴァルター・トール マティヤ・ヤーマ オシップ・ブラス ルドルフ・レヴィ クレー マルク リトラス ツィガーニ・デジェー ヴィルヘルム・テニー ハンス・ラッサー H・エプスタイン クッター |
| カール・ラウプ                               | 1837-1918   | ドイツ                 |                | ヘス C.P.フォール A・ルーカス A・M・ザイツ F.フォルツ カール・ハーグ パウル・ヴェーバー N.リトラス J.R.テート ベルタラン ヤン・マテイコ ディーツ H.マカルト N.ギジス ベンツール ライブル ウーデ ドゥフェネク G・キュール トリュブナー ヘルツェル P.ヘッカー ハンス・オルデ O.H.バッチャー デキャンプ A.ミュシャ ランデンベルガー ムンク シュタール 原田直次郎 カンディンスキー スレーフォークト ルキアン ヴァルター・トール マティヤ・ヤーマ オシップ・ブラス ルドルフ・レヴィ クレー マルク リトラス ツィガーニ・デジェー ヴィルヘルム・テニー ハンス・ラッサー H・エプスタイン クッター |
| コンスタンティノス・ボラナキス               | 1837-1907   | ギリシャ               |                | ヘス C.P.フォール A・ルーカス A・M・ザイツ F.フォルツ カール・ハーグ パウル・ヴェーバー N.リトラス J.R.テート ベルタラン ヤン・マテイコ ディーツ H.マカルト N.ギジス ベンツール ライブル ウーデ ドゥフェネク G・キュール トリュブナー ヘルツェル P.ヘッカー ハンス・オルデ O.H.バッチャー デキャンプ A.ミュシャ ランデンベルガー ムンク シュタール 原田直次郎 カンディンスキー スレーフォークト ルキアン ヴァルター・トール マティヤ・ヤーマ オシップ・ブラス ルドルフ・レヴィ クレー マルク リトラス ツィガーニ・デジェー ヴィルヘルム・テニー ハンス・ラッサー H・エプスタイン クッター |
| ハインリヒ・ラング                           | 1838-1891   | ドイツ                 |                | ヘス C.P.フォール A・ルーカス A・M・ザイツ F.フォルツ カール・ハーグ パウル・ヴェーバー N.リトラス J.R.テート ベルタラン ヤン・マテイコ ディーツ H.マカルト N.ギジス ベンツール ライブル ウーデ ドゥフェネク G・キュール トリュブナー ヘルツェル P.ヘッカー ハンス・オルデ O.H.バッチャー デキャンプ A.ミュシャ ランデンベルガー ムンク シュタール 原田直次郎 カンディンスキー スレーフォークト ルキアン ヴァルター・トール マティヤ・ヤーマ オシップ・ブラス ルドルフ・レヴィ クレー マルク リトラス ツィガーニ・デジェー ヴィルヘルム・テニー ハンス・ラッサー H・エプスタイン クッター |
| ヤン・マテイコ                               | 1838-1893   | ポーランド             |                | ヘス C.P.フォール A・ルーカス A・M・ザイツ F.フォルツ カール・ハーグ パウル・ヴェーバー N.リトラス J.R.テート ベルタラン ヤン・マテイコ ディーツ H.マカルト N.ギジス ベンツール ライブル ウーデ ドゥフェネク G・キュール トリュブナー ヘルツェル P.ヘッカー ハンス・オルデ O.H.バッチャー デキャンプ A.ミュシャ ランデンベルガー ムンク シュタール 原田直次郎 カンディンスキー スレーフォークト ルキアン ヴァルター・トール マティヤ・ヤーマ オシップ・ブラス ルドルフ・レヴィ クレー マルク リトラス ツィガーニ・デジェー ヴィルヘルム・テニー ハンス・ラッサー H・エプスタイン クッター |
| アレクサンダー・フォン・ヴァーグナー         | 1838-1919   | オーストリア           | 1869年から教授 | ヘス C.P.フォール A・ルーカス A・M・ザイツ F.フォルツ カール・ハーグ パウル・ヴェーバー N.リトラス J.R.テート ベルタラン ヤン・マテイコ ディーツ H.マカルト N.ギジス ベンツール ライブル ウーデ ドゥフェネク G・キュール トリュブナー ヘルツェル P.ヘッカー ハンス・オルデ O.H.バッチャー デキャンプ A.ミュシャ ランデンベルガー ムンク シュタール 原田直次郎 カンディンスキー スレーフォークト ルキアン ヴァルター・トール マティヤ・ヤーマ オシップ・ブラス ルドルフ・レヴィ クレー マルク リトラス ツィガーニ・デジェー ヴィルヘルム・テニー ハンス・ラッサー H・エプスタイン クッター |
| グレグシュ・ヤーノシュ                       | 1838-1892   | ハンガリー             |                | ヘス C.P.フォール A・ルーカス A・M・ザイツ F.フォルツ カール・ハーグ パウル・ヴェーバー N.リトラス J.R.テート ベルタラン ヤン・マテイコ ディーツ H.マカルト N.ギジス ベンツール ライブル ウーデ ドゥフェネク G・キュール トリュブナー ヘルツェル P.ヘッカー ハンス・オルデ O.H.バッチャー デキャンプ A.ミュシャ ランデンベルガー ムンク シュタール 原田直次郎 カンディンスキー スレーフォークト ルキアン ヴァルター・トール マティヤ・ヤーマ オシップ・ブラス ルドルフ・レヴィ クレー マルク リトラス ツィガーニ・デジェー ヴィルヘルム・テニー ハンス・ラッサー H・エプスタイン クッター |
| ウォルター・シャーロー                       | 1838-1909   | アメリカ合衆国         |                | ヘス C.P.フォール A・ルーカス A・M・ザイツ F.フォルツ カール・ハーグ パウル・ヴェーバー N.リトラス J.R.テート ベルタラン ヤン・マテイコ ディーツ H.マカルト N.ギジス ベンツール ライブル ウーデ ドゥフェネク G・キュール トリュブナー ヘルツェル P.ヘッカー ハンス・オルデ O.H.バッチャー デキャンプ A.ミュシャ ランデンベルガー ムンク シュタール 原田直次郎 カンディンスキー スレーフォークト ルキアン ヴァルター・トール マティヤ・ヤーマ オシップ・ブラス ルドルフ・レヴィ クレー マルク リトラス ツィガーニ・デジェー ヴィルヘルム・テニー ハンス・ラッサー H・エプスタイン クッター |
| ヴィルヘルム・フォン・ディーツ               | 1839-1907   | ドイツ                 | **年から教授   | ヘス C.P.フォール A・ルーカス A・M・ザイツ F.フォルツ カール・ハーグ パウル・ヴェーバー N.リトラス J.R.テート ベルタラン ヤン・マテイコ ディーツ H.マカルト N.ギジス ベンツール ライブル ウーデ ドゥフェネク G・キュール トリュブナー ヘルツェル P.ヘッカー ハンス・オルデ O.H.バッチャー デキャンプ A.ミュシャ ランデンベルガー ムンク シュタール 原田直次郎 カンディンスキー スレーフォークト ルキアン ヴァルター・トール マティヤ・ヤーマ オシップ・ブラス ルドルフ・レヴィ クレー マルク リトラス ツィガーニ・デジェー ヴィルヘルム・テニー ハンス・ラッサー H・エプスタイン クッター |
| ヴィルヘルム・マルク                         | 1839-1907   | ドイツ                 |                | ヘス C.P.フォール A・ルーカス A・M・ザイツ F.フォルツ カール・ハーグ パウル・ヴェーバー N.リトラス J.R.テート ベルタラン ヤン・マテイコ ディーツ H.マカルト N.ギジス ベンツール ライブル ウーデ ドゥフェネク G・キュール トリュブナー ヘルツェル P.ヘッカー ハンス・オルデ O.H.バッチャー デキャンプ A.ミュシャ ランデンベルガー ムンク シュタール 原田直次郎 カンディンスキー スレーフォークト ルキアン ヴァルター・トール マティヤ・ヤーマ オシップ・ブラス ルドルフ・レヴィ クレー マルク リトラス ツィガーニ・デジェー ヴィルヘルム・テニー ハンス・ラッサー H・エプスタイン クッター |
| カール・ルートヴィヒ                         | 1839-1901   | ドイツ                 |                | ヘス C.P.フォール A・ルーカス A・M・ザイツ F.フォルツ カール・ハーグ パウル・ヴェーバー N.リトラス J.R.テート ベルタラン ヤン・マテイコ ディーツ H.マカルト N.ギジス ベンツール ライブル ウーデ ドゥフェネク G・キュール トリュブナー ヘルツェル P.ヘッカー ハンス・オルデ O.H.バッチャー デキャンプ A.ミュシャ ランデンベルガー ムンク シュタール 原田直次郎 カンディンスキー スレーフォークト ルキアン ヴァルター・トール マティヤ・ヤーマ オシップ・ブラス ルドルフ・レヴィ クレー マルク リトラス ツィガーニ・デジェー ヴィルヘルム・テニー ハンス・ラッサー H・エプスタイン クッター |
| エドゥアルト・クルツバウアー                 | 1840-1879   | ドイツ                 |                | ヘス C.P.フォール A・ルーカス A・M・ザイツ F.フォルツ カール・ハーグ パウル・ヴェーバー N.リトラス J.R.テート ベルタラン ヤン・マテイコ ディーツ H.マカルト N.ギジス ベンツール ライブル ウーデ ドゥフェネク G・キュール トリュブナー ヘルツェル P.ヘッカー ハンス・オルデ O.H.バッチャー デキャンプ A.ミュシャ ランデンベルガー ムンク シュタール 原田直次郎 カンディンスキー スレーフォークト ルキアン ヴァルター・トール マティヤ・ヤーマ オシップ・ブラス ルドルフ・レヴィ クレー マルク リトラス ツィガーニ・デジェー ヴィルヘルム・テニー ハンス・ラッサー H・エプスタイン クッター |
| ガブリエル・フォン・マックス                 | 1840-1915   | オーストリア           | 1878年から教授 | ヘス C.P.フォール A・ルーカス A・M・ザイツ F.フォルツ カール・ハーグ パウル・ヴェーバー N.リトラス J.R.テート ベルタラン ヤン・マテイコ ディーツ H.マカルト N.ギジス ベンツール ライブル ウーデ ドゥフェネク G・キュール トリュブナー ヘルツェル P.ヘッカー ハンス・オルデ O.H.バッチャー デキャンプ A.ミュシャ ランデンベルガー ムンク シュタール 原田直次郎 カンディンスキー スレーフォークト ルキアン ヴァルター・トール マティヤ・ヤーマ オシップ・ブラス ルドルフ・レヴィ クレー マルク リトラス ツィガーニ・デジェー ヴィルヘルム・テニー ハンス・ラッサー H・エプスタイン クッター |
| ハンス・マカルト                             | 1840-1884   | オーストリア           |                | ヘス C.P.フォール A・ルーカス A・M・ザイツ F.フォルツ カール・ハーグ パウル・ヴェーバー N.リトラス J.R.テート ベルタラン ヤン・マテイコ ディーツ H.マカルト N.ギジス ベンツール ライブル ウーデ ドゥフェネク G・キュール トリュブナー ヘルツェル P.ヘッカー ハンス・オルデ O.H.バッチャー デキャンプ A.ミュシャ ランデンベルガー ムンク シュタール 原田直次郎 カンディンスキー スレーフォークト ルキアン ヴァルター・トール マティヤ・ヤーマ オシップ・ブラス ルドルフ・レヴィ クレー マルク リトラス ツィガーニ・デジェー ヴィルヘルム・テニー ハンス・ラッサー H・エプスタイン クッター |
| ヘンリー・モスラー                           | 1841-1920   | アメリカ合衆国         |                | ヘス C.P.フォール A・ルーカス A・M・ザイツ F.フォルツ カール・ハーグ パウル・ヴェーバー N.リトラス J.R.テート ベルタラン ヤン・マテイコ ディーツ H.マカルト N.ギジス ベンツール ライブル ウーデ ドゥフェネク G・キュール トリュブナー ヘルツェル P.ヘッカー ハンス・オルデ O.H.バッチャー デキャンプ A.ミュシャ ランデンベルガー ムンク シュタール 原田直次郎 カンディンスキー スレーフォークト ルキアン ヴァルター・トール マティヤ・ヤーマ オシップ・ブラス ルドルフ・レヴィ クレー マルク リトラス ツィガーニ・デジェー ヴィルヘルム・テニー ハンス・ラッサー H・エプスタイン クッター |
| ユゼフ・ブラント                             | 1841-1915   | ポーランド             |                | ヘス C.P.フォール A・ルーカス A・M・ザイツ F.フォルツ カール・ハーグ パウル・ヴェーバー N.リトラス J.R.テート ベルタラン ヤン・マテイコ ディーツ H.マカルト N.ギジス ベンツール ライブル ウーデ ドゥフェネク G・キュール トリュブナー ヘルツェル P.ヘッカー ハンス・オルデ O.H.バッチャー デキャンプ A.ミュシャ ランデンベルガー ムンク シュタール 原田直次郎 カンディンスキー スレーフォークト ルキアン ヴァルター・トール マティヤ・ヤーマ オシップ・ブラス ルドルフ・レヴィ クレー マルク リトラス ツィガーニ・デジェー ヴィルヘルム・テニー ハンス・ラッサー H・エプスタイン クッター |
| イオアニス・ドゥーカス                       | 1841-1916   | ギリシャ               |                | ヘス C.P.フォール A・ルーカス A・M・ザイツ F.フォルツ カール・ハーグ パウル・ヴェーバー N.リトラス J.R.テート ベルタラン ヤン・マテイコ ディーツ H.マカルト N.ギジス ベンツール ライブル ウーデ ドゥフェネク G・キュール トリュブナー ヘルツェル P.ヘッカー ハンス・オルデ O.H.バッチャー デキャンプ A.ミュシャ ランデンベルガー ムンク シュタール 原田直次郎 カンディンスキー スレーフォークト ルキアン ヴァルター・トール マティヤ・ヤーマ オシップ・ブラス ルドルフ・レヴィ クレー マルク リトラス ツィガーニ・デジェー ヴィルヘルム・テニー ハンス・ラッサー H・エプスタイン クッター |
| ウィリス・シーヴァー・アダムス               | 1842-1921   | アメリカ合衆国         |                | ヘス C.P.フォール A・ルーカス A・M・ザイツ F.フォルツ カール・ハーグ パウル・ヴェーバー N.リトラス J.R.テート ベルタラン ヤン・マテイコ ディーツ H.マカルト N.ギジス ベンツール ライブル ウーデ ドゥフェネク G・キュール トリュブナー ヘルツェル P.ヘッカー ハンス・オルデ O.H.バッチャー デキャンプ A.ミュシャ ランデンベルガー ムンク シュタール 原田直次郎 カンディンスキー スレーフォークト ルキアン ヴァルター・トール マティヤ・ヤーマ オシップ・ブラス ルドルフ・レヴィ クレー マルク リトラス ツィガーニ・デジェー ヴィルヘルム・テニー ハンス・ラッサー H・エプスタイン クッター |
| ニコラオス・ギジス                           | 1842-1901   | ギリシャ               | 1888年から教授 | ヘス C.P.フォール A・ルーカス A・M・ザイツ F.フォルツ カール・ハーグ パウル・ヴェーバー N.リトラス J.R.テート ベルタラン ヤン・マテイコ ディーツ H.マカルト N.ギジス ベンツール ライブル ウーデ ドゥフェネク G・キュール トリュブナー ヘルツェル P.ヘッカー ハンス・オルデ O.H.バッチャー デキャンプ A.ミュシャ ランデンベルガー ムンク シュタール 原田直次郎 カンディンスキー スレーフォークト ルキアン ヴァルター・トール マティヤ・ヤーマ オシップ・ブラス ルドルフ・レヴィ クレー マルク リトラス ツィガーニ・デジェー ヴィルヘルム・テニー ハンス・ラッサー H・エプスタイン クッター |
| ヨハン・カスパー・ヘルテリッヒ               | 1843-1905   | ドイツ                 | 1884年から教授 | ヘス C.P.フォール A・ルーカス A・M・ザイツ F.フォルツ カール・ハーグ パウル・ヴェーバー N.リトラス J.R.テート ベルタラン ヤン・マテイコ ディーツ H.マカルト N.ギジス ベンツール ライブル ウーデ ドゥフェネク G・キュール トリュブナー ヘルツェル P.ヘッカー ハンス・オルデ O.H.バッチャー デキャンプ A.ミュシャ ランデンベルガー ムンク シュタール 原田直次郎 カンディンスキー スレーフォークト ルキアン ヴァルター・トール マティヤ・ヤーマ オシップ・ブラス ルドルフ・レヴィ クレー マルク リトラス ツィガーニ・デジェー ヴィルヘルム・テニー ハンス・ラッサー H・エプスタイン クッター |
| ガブリエル・フォン・ハックル                 | 1843-1926   | ドイツ                 | 1878年から教授 | ヘス C.P.フォール A・ルーカス A・M・ザイツ F.フォルツ カール・ハーグ パウル・ヴェーバー N.リトラス J.R.テート ベルタラン ヤン・マテイコ ディーツ H.マカルト N.ギジス ベンツール ライブル ウーデ ドゥフェネク G・キュール トリュブナー ヘルツェル P.ヘッカー ハンス・オルデ O.H.バッチャー デキャンプ A.ミュシャ ランデンベルガー ムンク シュタール 原田直次郎 カンディンスキー スレーフォークト ルキアン ヴァルター・トール マティヤ・ヤーマ オシップ・ブラス ルドルフ・レヴィ クレー マルク リトラス ツィガーニ・デジェー ヴィルヘルム・テニー ハンス・ラッサー H・エプスタイン クッター |
| ヴィルヘルム・ライブル                       | 1844-1900   | ドイツ                 | 1892年から教授 | ヘス C.P.フォール A・ルーカス A・M・ザイツ F.フォルツ カール・ハーグ パウル・ヴェーバー N.リトラス J.R.テート ベルタラン ヤン・マテイコ ディーツ H.マカルト N.ギジス ベンツール ライブル ウーデ ドゥフェネク G・キュール トリュブナー ヘルツェル P.ヘッカー ハンス・オルデ O.H.バッチャー デキャンプ A.ミュシャ ランデンベルガー ムンク シュタール 原田直次郎 カンディンスキー スレーフォークト ルキアン ヴァルター・トール マティヤ・ヤーマ オシップ・ブラス ルドルフ・レヴィ クレー マルク リトラス ツィガーニ・デジェー ヴィルヘルム・テニー ハンス・ラッサー H・エプスタイン クッター |
| チャールズ・スタンリー・ラインハート         | 1844-1896   | アメリカ合衆国         |                | ヘス C.P.フォール A・ルーカス A・M・ザイツ F.フォルツ カール・ハーグ パウル・ヴェーバー N.リトラス J.R.テート ベルタラン ヤン・マテイコ ディーツ H.マカルト N.ギジス ベンツール ライブル ウーデ ドゥフェネク G・キュール トリュブナー ヘルツェル P.ヘッカー ハンス・オルデ O.H.バッチャー デキャンプ A.ミュシャ ランデンベルガー ムンク シュタール 原田直次郎 カンディンスキー スレーフォークト ルキアン ヴァルター・トール マティヤ・ヤーマ オシップ・ブラス ルドルフ・レヴィ クレー マルク リトラス ツィガーニ・デジェー ヴィルヘルム・テニー ハンス・ラッサー H・エプスタイン クッター |
| ジュラ・ベンツール                           | 1844-1920   | ハンガリー             | 1875年から教授 | ヘス C.P.フォール A・ルーカス A・M・ザイツ F.フォルツ カール・ハーグ パウル・ヴェーバー N.リトラス J.R.テート ベルタラン ヤン・マテイコ ディーツ H.マカルト N.ギジス ベンツール ライブル ウーデ ドゥフェネク G・キュール トリュブナー ヘルツェル P.ヘッカー ハンス・オルデ O.H.バッチャー デキャンプ A.ミュシャ ランデンベルガー ムンク シュタール 原田直次郎 カンディンスキー スレーフォークト ルキアン ヴァルター・トール マティヤ・ヤーマ オシップ・ブラス ルドルフ・レヴィ クレー マルク リトラス ツィガーニ・デジェー ヴィルヘルム・テニー ハンス・ラッサー H・エプスタイン クッター |
| アルベルト・フォン・ケラー                   | 1844-1920   | スイス                 |                | ヘス C.P.フォール A・ルーカス A・M・ザイツ F.フォルツ カール・ハーグ パウル・ヴェーバー N.リトラス J.R.テート ベルタラン ヤン・マテイコ ディーツ H.マカルト N.ギジス ベンツール ライブル ウーデ ドゥフェネク G・キュール トリュブナー ヘルツェル P.ヘッカー ハンス・オルデ O.H.バッチャー デキャンプ A.ミュシャ ランデンベルガー ムンク シュタール 原田直次郎 カンディンスキー スレーフォークト ルキアン ヴァルター・トール マティヤ・ヤーマ オシップ・ブラス ルドルフ・レヴィ クレー マルク リトラス ツィガーニ・デジェー ヴィルヘルム・テニー ハンス・ラッサー H・エプスタイン クッター |
| シニェイ・メルシェ・パール                   | 1845-1920   | ハンガリー             |                | ヘス C.P.フォール A・ルーカス A・M・ザイツ F.フォルツ カール・ハーグ パウル・ヴェーバー N.リトラス J.R.テート ベルタラン ヤン・マテイコ ディーツ H.マカルト N.ギジス ベンツール ライブル ウーデ ドゥフェネク G・キュール トリュブナー ヘルツェル P.ヘッカー ハンス・オルデ O.H.バッチャー デキャンプ A.ミュシャ ランデンベルガー ムンク シュタール 原田直次郎 カンディンスキー スレーフォークト ルキアン ヴァルター・トール マティヤ・ヤーマ オシップ・ブラス ルドルフ・レヴィ クレー マルク リトラス ツィガーニ・デジェー ヴィルヘルム・テニー ハンス・ラッサー H・エプスタイン クッター |
| フェルド・キケレツ                           | 1845-1893   | クロアチア             |                | ヘス C.P.フォール A・ルーカス A・M・ザイツ F.フォルツ カール・ハーグ パウル・ヴェーバー N.リトラス J.R.テート ベルタラン ヤン・マテイコ ディーツ H.マカルト N.ギジス ベンツール ライブル ウーデ ドゥフェネク G・キュール トリュブナー ヘルツェル P.ヘッカー ハンス・オルデ O.H.バッチャー デキャンプ A.ミュシャ ランデンベルガー ムンク シュタール 原田直次郎 カンディンスキー スレーフォークト ルキアン ヴァルター・トール マティヤ・ヤーマ オシップ・ブラス ルドルフ・レヴィ クレー マルク リトラス ツィガーニ・デジェー ヴィルヘルム・テニー ハンス・ラッサー H・エプスタイン クッター |
| イオアニス・ザハリアス                       | 1845-1873   | ギリシア               |                | ヘス C.P.フォール A・ルーカス A・M・ザイツ F.フォルツ カール・ハーグ パウル・ヴェーバー N.リトラス J.R.テート ベルタラン ヤン・マテイコ ディーツ H.マカルト N.ギジス ベンツール ライブル ウーデ ドゥフェネク G・キュール トリュブナー ヘルツェル P.ヘッカー ハンス・オルデ O.H.バッチャー デキャンプ A.ミュシャ ランデンベルガー ムンク シュタール 原田直次郎 カンディンスキー スレーフォークト ルキアン ヴァルター・トール マティヤ・ヤーマ オシップ・ブラス ルドルフ・レヴィ クレー マルク リトラス ツィガーニ・デジェー ヴィルヘルム・テニー ハンス・ラッサー H・エプスタイン クッター |
| ヘルマン・フォン・カウルバッハ               | 1846-1909   | ドイツ                 |                | ヘス C.P.フォール A・ルーカス A・M・ザイツ F.フォルツ カール・ハーグ パウル・ヴェーバー N.リトラス J.R.テート ベルタラン ヤン・マテイコ ディーツ H.マカルト N.ギジス ベンツール ライブル ウーデ ドゥフェネク G・キュール トリュブナー ヘルツェル P.ヘッカー ハンス・オルデ O.H.バッチャー デキャンプ A.ミュシャ ランデンベルガー ムンク シュタール 原田直次郎 カンディンスキー スレーフォークト ルキアン ヴァルター・トール マティヤ・ヤーマ オシップ・ブラス ルドルフ・レヴィ クレー マルク リトラス ツィガーニ・デジェー ヴィルヘルム・テニー ハンス・ラッサー H・エプスタイン クッター |
| フリードリヒ・アルベルト・シュミット         | 1846-1916   | ドイツ                 |                | ヘス C.P.フォール A・ルーカス A・M・ザイツ F.フォルツ カール・ハーグ パウル・ヴェーバー N.リトラス J.R.テート ベルタラン ヤン・マテイコ ディーツ H.マカルト N.ギジス ベンツール ライブル ウーデ ドゥフェネク G・キュール トリュブナー ヘルツェル P.ヘッカー ハンス・オルデ O.H.バッチャー デキャンプ A.ミュシャ ランデンベルガー ムンク シュタール 原田直次郎 カンディンスキー スレーフォークト ルキアン ヴァルター・トール マティヤ・ヤーマ オシップ・ブラス ルドルフ・レヴィ クレー マルク リトラス ツィガーニ・デジェー ヴィルヘルム・テニー ハンス・ラッサー H・エプスタイン クッター |
| フリッツ・シダー                             | 1846-1907   | オーストリア           |                | ヘス C.P.フォール A・ルーカス A・M・ザイツ F.フォルツ カール・ハーグ パウル・ヴェーバー N.リトラス J.R.テート ベルタラン ヤン・マテイコ ディーツ H.マカルト N.ギジス ベンツール ライブル ウーデ ドゥフェネク G・キュール トリュブナー ヘルツェル P.ヘッカー ハンス・オルデ O.H.バッチャー デキャンプ A.ミュシャ ランデンベルガー ムンク シュタール 原田直次郎 カンディンスキー スレーフォークト ルキアン ヴァルター・トール マティヤ・ヤーマ オシップ・ブラス ルドルフ・レヴィ クレー マルク リトラス ツィガーニ・デジェー ヴィルヘルム・テニー ハンス・ラッサー H・エプスタイン クッター |
| グスタフ・ヴェルトハイマー                   | 1847-1902   | オーストリア           |                | ヘス C.P.フォール A・ルーカス A・M・ザイツ F.フォルツ カール・ハーグ パウル・ヴェーバー N.リトラス J.R.テート ベルタラン ヤン・マテイコ ディーツ H.マカルト N.ギジス ベンツール ライブル ウーデ ドゥフェネク G・キュール トリュブナー ヘルツェル P.ヘッカー ハンス・オルデ O.H.バッチャー デキャンプ A.ミュシャ ランデンベルガー ムンク シュタール 原田直次郎 カンディンスキー スレーフォークト ルキアン ヴァルター・トール マティヤ・ヤーマ オシップ・ブラス ルドルフ・レヴィ クレー マルク リトラス ツィガーニ・デジェー ヴィルヘルム・テニー ハンス・ラッサー H・エプスタイン クッター |
| フリッツ・フォン・ウーデ                     | 1848-1911   | ドイツ                 |                | ヘス C.P.フォール A・ルーカス A・M・ザイツ F.フォルツ カール・ハーグ パウル・ヴェーバー N.リトラス J.R.テート ベルタラン ヤン・マテイコ ディーツ H.マカルト N.ギジス ベンツール ライブル ウーデ ドゥフェネク G・キュール トリュブナー ヘルツェル P.ヘッカー ハンス・オルデ O.H.バッチャー デキャンプ A.ミュシャ ランデンベルガー ムンク シュタール 原田直次郎 カンディンスキー スレーフォークト ルキアン ヴァルター・トール マティヤ・ヤーマ オシップ・ブラス ルドルフ・レヴィ クレー マルク リトラス ツィガーニ・デジェー ヴィルヘルム・テニー ハンス・ラッサー H・エプスタイン クッター |
| ルートヴィヒ・ディル                         | 1848-1940   | ドイツ                 |                | ヘス C.P.フォール A・ルーカス A・M・ザイツ F.フォルツ カール・ハーグ パウル・ヴェーバー N.リトラス J.R.テート ベルタラン ヤン・マテイコ ディーツ H.マカルト N.ギジス ベンツール ライブル ウーデ ドゥフェネク G・キュール トリュブナー ヘルツェル P.ヘッカー ハンス・オルデ O.H.バッチャー デキャンプ A.ミュシャ ランデンベルガー ムンク シュタール 原田直次郎 カンディンスキー スレーフォークト ルキアン ヴァルター・トール マティヤ・ヤーマ オシップ・ブラス ルドルフ・レヴィ クレー マルク リトラス ツィガーニ・デジェー ヴィルヘルム・テニー ハンス・ラッサー H・エプスタイン クッター |
| フランク・ドゥフェネク                       | 1848-1919   | アメリカ合衆国         |                | ヘス C.P.フォール A・ルーカス A・M・ザイツ F.フォルツ カール・ハーグ パウル・ヴェーバー N.リトラス J.R.テート ベルタラン ヤン・マテイコ ディーツ H.マカルト N.ギジス ベンツール ライブル ウーデ ドゥフェネク G・キュール トリュブナー ヘルツェル P.ヘッカー ハンス・オルデ O.H.バッチャー デキャンプ A.ミュシャ ランデンベルガー ムンク シュタール 原田直次郎 カンディンスキー スレーフォークト ルキアン ヴァルター・トール マティヤ・ヤーマ オシップ・ブラス ルドルフ・レヴィ クレー マルク リトラス ツィガーニ・デジェー ヴィルヘルム・テニー ハンス・ラッサー H・エプスタイン クッター |
| ポリクロニス・レンベシス                     | 1848-1913   | ギリシャ               |                | ヘス C.P.フォール A・ルーカス A・M・ザイツ F.フォルツ カール・ハーグ パウル・ヴェーバー N.リトラス J.R.テート ベルタラン ヤン・マテイコ ディーツ H.マカルト N.ギジス ベンツール ライブル ウーデ ドゥフェネク G・キュール トリュブナー ヘルツェル P.ヘッカー ハンス・オルデ O.H.バッチャー デキャンプ A.ミュシャ ランデンベルガー ムンク シュタール 原田直次郎 カンディンスキー スレーフォークト ルキアン ヴァルター・トール マティヤ・ヤーマ オシップ・ブラス ルドルフ・レヴィ クレー マルク リトラス ツィガーニ・デジェー ヴィルヘルム・テニー ハンス・ラッサー H・エプスタイン クッター |
| カール・ヴトケ                               | 1849-1927   | ドイツ                 |                | ヘス C.P.フォール A・ルーカス A・M・ザイツ F.フォルツ カール・ハーグ パウル・ヴェーバー N.リトラス J.R.テート ベルタラン ヤン・マテイコ ディーツ H.マカルト N.ギジス ベンツール ライブル ウーデ ドゥフェネク G・キュール トリュブナー ヘルツェル P.ヘッカー ハンス・オルデ O.H.バッチャー デキャンプ A.ミュシャ ランデンベルガー ムンク シュタール 原田直次郎 カンディンスキー スレーフォークト ルキアン ヴァルター・トール マティヤ・ヤーマ オシップ・ブラス ルドルフ・レヴィ クレー マルク リトラス ツィガーニ・デジェー ヴィルヘルム・テニー ハンス・ラッサー H・エプスタイン クッター |
| ハインリヒ・ブレリング                       | 1849-1914   | ドイツ                 |                | ヘス C.P.フォール A・ルーカス A・M・ザイツ F.フォルツ カール・ハーグ パウル・ヴェーバー N.リトラス J.R.テート ベルタラン ヤン・マテイコ ディーツ H.マカルト N.ギジス ベンツール ライブル ウーデ ドゥフェネク G・キュール トリュブナー ヘルツェル P.ヘッカー ハンス・オルデ O.H.バッチャー デキャンプ A.ミュシャ ランデンベルガー ムンク シュタール 原田直次郎 カンディンスキー スレーフォークト ルキアン ヴァルター・トール マティヤ・ヤーマ オシップ・ブラス ルドルフ・レヴィ クレー マルク リトラス ツィガーニ・デジェー ヴィルヘルム・テニー ハンス・ラッサー H・エプスタイン クッター |
| ウィリアム・メリット・チェイス               | 1849-1916   | アメリカ合衆国         |                | ヘス C.P.フォール A・ルーカス A・M・ザイツ F.フォルツ カール・ハーグ パウル・ヴェーバー N.リトラス J.R.テート ベルタラン ヤン・マテイコ ディーツ H.マカルト N.ギジス ベンツール ライブル ウーデ ドゥフェネク G・キュール トリュブナー ヘルツェル P.ヘッカー ハンス・オルデ O.H.バッチャー デキャンプ A.ミュシャ ランデンベルガー ムンク シュタール 原田直次郎 カンディンスキー スレーフォークト ルキアン ヴァルター・トール マティヤ・ヤーマ オシップ・ブラス ルドルフ・レヴィ クレー マルク リトラス ツィガーニ・デジェー ヴィルヘルム・テニー ハンス・ラッサー H・エプスタイン クッター |
| ペリクレス・パンタジス                       | 1849-1884   | ギリシア               |                | ヘス C.P.フォール A・ルーカス A・M・ザイツ F.フォルツ カール・ハーグ パウル・ヴェーバー N.リトラス J.R.テート ベルタラン ヤン・マテイコ ディーツ H.マカルト N.ギジス ベンツール ライブル ウーデ ドゥフェネク G・キュール トリュブナー ヘルツェル P.ヘッカー ハンス・オルデ O.H.バッチャー デキャンプ A.ミュシャ ランデンベルガー ムンク シュタール 原田直次郎 カンディンスキー スレーフォークト ルキアン ヴァルター・トール マティヤ・ヤーマ オシップ・ブラス ルドルフ・レヴィ クレー マルク リトラス ツィガーニ・デジェー ヴィルヘルム・テニー ハンス・ラッサー H・エプスタイン クッター |
| ハインリヒ・フォン・ツューゲル               | 1850-1941   | ドイツ                 | 1895年から教授 | ヘス C.P.フォール A・ルーカス A・M・ザイツ F.フォルツ カール・ハーグ パウル・ヴェーバー N.リトラス J.R.テート ベルタラン ヤン・マテイコ ディーツ H.マカルト N.ギジス ベンツール ライブル ウーデ ドゥフェネク G・キュール トリュブナー ヘルツェル P.ヘッカー ハンス・オルデ O.H.バッチャー デキャンプ A.ミュシャ ランデンベルガー ムンク シュタール 原田直次郎 カンディンスキー スレーフォークト ルキアン ヴァルター・トール マティヤ・ヤーマ オシップ・ブラス ルドルフ・レヴィ クレー マルク リトラス ツィガーニ・デジェー ヴィルヘルム・テニー ハンス・ラッサー H・エプスタイン クッター |
| ゴットハルト・キュール                       | 1850-1915   | ドイツ                 |                | ヘス C.P.フォール A・ルーカス A・M・ザイツ F.フォルツ カール・ハーグ パウル・ヴェーバー N.リトラス J.R.テート ベルタラン ヤン・マテイコ ディーツ H.マカルト N.ギジス ベンツール ライブル ウーデ ドゥフェネク G・キュール トリュブナー ヘルツェル P.ヘッカー ハンス・オルデ O.H.バッチャー デキャンプ A.ミュシャ ランデンベルガー ムンク シュタール 原田直次郎 カンディンスキー スレーフォークト ルキアン ヴァルター・トール マティヤ・ヤーマ オシップ・ブラス ルドルフ・レヴィ クレー マルク リトラス ツィガーニ・デジェー ヴィルヘルム・テニー ハンス・ラッサー H・エプスタイン クッター |
| ロバート・ケーラー                           | 1850-1917   | アメリカ合衆国         |                | ヘス C.P.フォール A・ルーカス A・M・ザイツ F.フォルツ カール・ハーグ パウル・ヴェーバー N.リトラス J.R.テート ベルタラン ヤン・マテイコ ディーツ H.マカルト N.ギジス ベンツール ライブル ウーデ ドゥフェネク G・キュール トリュブナー ヘルツェル P.ヘッカー ハンス・オルデ O.H.バッチャー デキャンプ A.ミュシャ ランデンベルガー ムンク シュタール 原田直次郎 カンディンスキー スレーフォークト ルキアン ヴァルター・トール マティヤ・ヤーマ オシップ・ブラス ルドルフ・レヴィ クレー マルク リトラス ツィガーニ・デジェー ヴィルヘルム・テニー ハンス・ラッサー H・エプスタイン クッター |
| アレクサンデル・ギェルィムスキ               | 1850-1901   | ポーランド             |                | ヘス C.P.フォール A・ルーカス A・M・ザイツ F.フォルツ カール・ハーグ パウル・ヴェーバー N.リトラス J.R.テート ベルタラン ヤン・マテイコ ディーツ H.マカルト N.ギジス ベンツール ライブル ウーデ ドゥフェネク G・キュール トリュブナー ヘルツェル P.ヘッカー ハンス・オルデ O.H.バッチャー デキャンプ A.ミュシャ ランデンベルガー ムンク シュタール 原田直次郎 カンディンスキー スレーフォークト ルキアン ヴァルター・トール マティヤ・ヤーマ オシップ・ブラス ルドルフ・レヴィ クレー マルク リトラス ツィガーニ・デジェー ヴィルヘルム・テニー ハンス・ラッサー H・エプスタイン クッター |
| アグハージ・ジュラ                           | 1850-1919   | ハンガリー             |                | ヘス C.P.フォール A・ルーカス A・M・ザイツ F.フォルツ カール・ハーグ パウル・ヴェーバー N.リトラス J.R.テート ベルタラン ヤン・マテイコ ディーツ H.マカルト N.ギジス ベンツール ライブル ウーデ ドゥフェネク G・キュール トリュブナー ヘルツェル P.ヘッカー ハンス・オルデ O.H.バッチャー デキャンプ A.ミュシャ ランデンベルガー ムンク シュタール 原田直次郎 カンディンスキー スレーフォークト ルキアン ヴァルター・トール マティヤ・ヤーマ オシップ・ブラス ルドルフ・レヴィ クレー マルク リトラス ツィガーニ・デジェー ヴィルヘルム・テニー ハンス・ラッサー H・エプスタイン クッター |
| ヴァーツラフ・ブロジーク                     | 1851-1901   | チェコ                 |                | ヘス C.P.フォール A・ルーカス A・M・ザイツ F.フォルツ カール・ハーグ パウル・ヴェーバー N.リトラス J.R.テート ベルタラン ヤン・マテイコ ディーツ H.マカルト N.ギジス ベンツール ライブル ウーデ ドゥフェネク G・キュール トリュブナー ヘルツェル P.ヘッカー ハンス・オルデ O.H.バッチャー デキャンプ A.ミュシャ ランデンベルガー ムンク シュタール 原田直次郎 カンディンスキー スレーフォークト ルキアン ヴァルター・トール マティヤ・ヤーマ オシップ・ブラス ルドルフ・レヴィ クレー マルク リトラス ツィガーニ・デジェー ヴィルヘルム・テニー ハンス・ラッサー H・エプスタイン クッター |
| ヴィルヘルム・トリュブナー                   | 1851-1917   | ドイツ                 |                | ヘス C.P.フォール A・ルーカス A・M・ザイツ F.フォルツ カール・ハーグ パウル・ヴェーバー N.リトラス J.R.テート ベルタラン ヤン・マテイコ ディーツ H.マカルト N.ギジス ベンツール ライブル ウーデ ドゥフェネク G・キュール トリュブナー ヘルツェル P.ヘッカー ハンス・オルデ O.H.バッチャー デキャンプ A.ミュシャ ランデンベルガー ムンク シュタール 原田直次郎 カンディンスキー スレーフォークト ルキアン ヴァルター・トール マティヤ・ヤーマ オシップ・ブラス ルドルフ・レヴィ クレー マルク リトラス ツィガーニ・デジェー ヴィルヘルム・テニー ハンス・ラッサー H・エプスタイン クッター |
| C.W.ディーフェンバッハ                       | 1851-1913   | ドイツ                 |                | ヘス C.P.フォール A・ルーカス A・M・ザイツ F.フォルツ カール・ハーグ パウル・ヴェーバー N.リトラス J.R.テート ベルタラン ヤン・マテイコ ディーツ H.マカルト N.ギジス ベンツール ライブル ウーデ ドゥフェネク G・キュール トリュブナー ヘルツェル P.ヘッカー ハンス・オルデ O.H.バッチャー デキャンプ A.ミュシャ ランデンベルガー ムンク シュタール 原田直次郎 カンディンスキー スレーフォークト ルキアン ヴァルター・トール マティヤ・ヤーマ オシップ・ブラス ルドルフ・レヴィ クレー マルク リトラス ツィガーニ・デジェー ヴィルヘルム・テニー ハンス・ラッサー H・エプスタイン クッター |
| ユリウス・アダム                             | 1852-1913   | ドイツ                 |                | ヘス C.P.フォール A・ルーカス A・M・ザイツ F.フォルツ カール・ハーグ パウル・ヴェーバー N.リトラス J.R.テート ベルタラン ヤン・マテイコ ディーツ H.マカルト N.ギジス ベンツール ライブル ウーデ ドゥフェネク G・キュール トリュブナー ヘルツェル P.ヘッカー ハンス・オルデ O.H.バッチャー デキャンプ A.ミュシャ ランデンベルガー ムンク シュタール 原田直次郎 カンディンスキー スレーフォークト ルキアン ヴァルター・トール マティヤ・ヤーマ オシップ・ブラス ルドルフ・レヴィ クレー マルク リトラス ツィガーニ・デジェー ヴィルヘルム・テニー ハンス・ラッサー H・エプスタイン クッター |
| エルンスト・テ・ペールト                     | 1852-1932   | ドイツ                 |                | ヘス C.P.フォール A・ルーカス A・M・ザイツ F.フォルツ カール・ハーグ パウル・ヴェーバー N.リトラス J.R.テート ベルタラン ヤン・マテイコ ディーツ H.マカルト N.ギジス ベンツール ライブル ウーデ ドゥフェネク G・キュール トリュブナー ヘルツェル P.ヘッカー ハンス・オルデ O.H.バッチャー デキャンプ A.ミュシャ ランデンベルガー ムンク シュタール 原田直次郎 カンディンスキー スレーフォークト ルキアン ヴァルター・トール マティヤ・ヤーマ オシップ・ブラス ルドルフ・レヴィ クレー マルク リトラス ツィガーニ・デジェー ヴィルヘルム・テニー ハンス・ラッサー H・エプスタイン クッター |
| メドニャーンスキ・ラースロー                 | 1852-1919   | ハンガリー             |                | ヘス C.P.フォール A・ルーカス A・M・ザイツ F.フォルツ カール・ハーグ パウル・ヴェーバー N.リトラス J.R.テート ベルタラン ヤン・マテイコ ディーツ H.マカルト N.ギジス ベンツール ライブル ウーデ ドゥフェネク G・キュール トリュブナー ヘルツェル P.ヘッカー ハンス・オルデ O.H.バッチャー デキャンプ A.ミュシャ ランデンベルガー ムンク シュタール 原田直次郎 カンディンスキー スレーフォークト ルキアン ヴァルター・トール マティヤ・ヤーマ オシップ・ブラス ルドルフ・レヴィ クレー マルク リトラス ツィガーニ・デジェー ヴィルヘルム・テニー ハンス・ラッサー H・エプスタイン クッター |
| アドルフ・ヘルツェル                         | 1853-1934   | ドイツ                 |                | ヘス C.P.フォール A・ルーカス A・M・ザイツ F.フォルツ カール・ハーグ パウル・ヴェーバー N.リトラス J.R.テート ベルタラン ヤン・マテイコ ディーツ H.マカルト N.ギジス ベンツール ライブル ウーデ ドゥフェネク G・キュール トリュブナー ヘルツェル P.ヘッカー ハンス・オルデ O.H.バッチャー デキャンプ A.ミュシャ ランデンベルガー ムンク シュタール 原田直次郎 カンディンスキー スレーフォークト ルキアン ヴァルター・トール マティヤ・ヤーマ オシップ・ブラス ルドルフ・レヴィ クレー マルク リトラス ツィガーニ・デジェー ヴィルヘルム・テニー ハンス・ラッサー H・エプスタイン クッター |
| ユリアン・ファワト                           | 1853-1929   | ポーランド             |                | ヘス C.P.フォール A・ルーカス A・M・ザイツ F.フォルツ カール・ハーグ パウル・ヴェーバー N.リトラス J.R.テート ベルタラン ヤン・マテイコ ディーツ H.マカルト N.ギジス ベンツール ライブル ウーデ ドゥフェネク G・キュール トリュブナー ヘルツェル P.ヘッカー ハンス・オルデ O.H.バッチャー デキャンプ A.ミュシャ ランデンベルガー ムンク シュタール 原田直次郎 カンディンスキー スレーフォークト ルキアン ヴァルター・トール マティヤ・ヤーマ オシップ・ブラス ルドルフ・レヴィ クレー マルク リトラス ツィガーニ・デジェー ヴィルヘルム・テニー ハンス・ラッサー H・エプスタイン クッター |
| ヴァーゴー・パール                           | 1853-1928   | ハンガリー             |                | ヘス C.P.フォール A・ルーカス A・M・ザイツ F.フォルツ カール・ハーグ パウル・ヴェーバー N.リトラス J.R.テート ベルタラン ヤン・マテイコ ディーツ H.マカルト N.ギジス ベンツール ライブル ウーデ ドゥフェネク G・キュール トリュブナー ヘルツェル P.ヘッカー ハンス・オルデ O.H.バッチャー デキャンプ A.ミュシャ ランデンベルガー ムンク シュタール 原田直次郎 カンディンスキー スレーフォークト ルキアン ヴァルター・トール マティヤ・ヤーマ オシップ・ブラス ルドルフ・レヴィ クレー マルク リトラス ツィガーニ・デジェー ヴィルヘルム・テニー ハンス・ラッサー H・エプスタイン クッター |
| ゲオルギオス・ヤコビディス                   | 1853-1932   | ギリシャ               |                | ヘス C.P.フォール A・ルーカス A・M・ザイツ F.フォルツ カール・ハーグ パウル・ヴェーバー N.リトラス J.R.テート ベルタラン ヤン・マテイコ ディーツ H.マカルト N.ギジス ベンツール ライブル ウーデ ドゥフェネク G・キュール トリュブナー ヘルツェル P.ヘッカー ハンス・オルデ O.H.バッチャー デキャンプ A.ミュシャ ランデンベルガー ムンク シュタール 原田直次郎 カンディンスキー スレーフォークト ルキアン ヴァルター・トール マティヤ・ヤーマ オシップ・ブラス ルドルフ・レヴィ クレー マルク リトラス ツィガーニ・デジェー ヴィルヘルム・テニー ハンス・ラッサー H・エプスタイン クッター |
| パウル・ヘッカー                             | 1854-1910   | ドイツ                 | 1891年から教授 | ヘス C.P.フォール A・ルーカス A・M・ザイツ F.フォルツ カール・ハーグ パウル・ヴェーバー N.リトラス J.R.テート ベルタラン ヤン・マテイコ ディーツ H.マカルト N.ギジス ベンツール ライブル ウーデ ドゥフェネク G・キュール トリュブナー ヘルツェル P.ヘッカー ハンス・オルデ O.H.バッチャー デキャンプ A.ミュシャ ランデンベルガー ムンク シュタール 原田直次郎 カンディンスキー スレーフォークト ルキアン ヴァルター・トール マティヤ・ヤーマ オシップ・ブラス ルドルフ・レヴィ クレー マルク リトラス ツィガーニ・デジェー ヴィルヘルム・テニー ハンス・ラッサー H・エプスタイン クッター |
| クルト・ヘルマン                             | 1854-1929   | ドイツ                 |                | ヘス C.P.フォール A・ルーカス A・M・ザイツ F.フォルツ カール・ハーグ パウル・ヴェーバー N.リトラス J.R.テート ベルタラン ヤン・マテイコ ディーツ H.マカルト N.ギジス ベンツール ライブル ウーデ ドゥフェネク G・キュール トリュブナー ヘルツェル P.ヘッカー ハンス・オルデ O.H.バッチャー デキャンプ A.ミュシャ ランデンベルガー ムンク シュタール 原田直次郎 カンディンスキー スレーフォークト ルキアン ヴァルター・トール マティヤ・ヤーマ オシップ・ブラス ルドルフ・レヴィ クレー マルク リトラス ツィガーニ・デジェー ヴィルヘルム・テニー ハンス・ラッサー H・エプスタイン クッター |
| ルートヴィヒ・フォン・ランゲンマンテル       | 1854-1922   | ドイツ                 |                | ヘス C.P.フォール A・ルーカス A・M・ザイツ F.フォルツ カール・ハーグ パウル・ヴェーバー N.リトラス J.R.テート ベルタラン ヤン・マテイコ ディーツ H.マカルト N.ギジス ベンツール ライブル ウーデ ドゥフェネク G・キュール トリュブナー ヘルツェル P.ヘッカー ハンス・オルデ O.H.バッチャー デキャンプ A.ミュシャ ランデンベルガー ムンク シュタール 原田直次郎 カンディンスキー スレーフォークト ルキアン ヴァルター・トール マティヤ・ヤーマ オシップ・ブラス ルドルフ・レヴィ クレー マルク リトラス ツィガーニ・デジェー ヴィルヘルム・テニー ハンス・ラッサー H・エプスタイン クッター |
| ヤン・ロセン                                 | 1854-1936   | ポーランド             |                | ヘス C.P.フォール A・ルーカス A・M・ザイツ F.フォルツ カール・ハーグ パウル・ヴェーバー N.リトラス J.R.テート ベルタラン ヤン・マテイコ ディーツ H.マカルト N.ギジス ベンツール ライブル ウーデ ドゥフェネク G・キュール トリュブナー ヘルツェル P.ヘッカー ハンス・オルデ O.H.バッチャー デキャンプ A.ミュシャ ランデンベルガー ムンク シュタール 原田直次郎 カンディンスキー スレーフォークト ルキアン ヴァルター・トール マティヤ・ヤーマ オシップ・ブラス ルドルフ・レヴィ クレー マルク リトラス ツィガーニ・デジェー ヴィルヘルム・テニー ハンス・ラッサー H・エプスタイン クッター |
| ニコラオス・ヴォコス                         | 1854-1902   | ギリシャ               |                | ヘス C.P.フォール A・ルーカス A・M・ザイツ F.フォルツ カール・ハーグ パウル・ヴェーバー N.リトラス J.R.テート ベルタラン ヤン・マテイコ ディーツ H.マカルト N.ギジス ベンツール ライブル ウーデ ドゥフェネク G・キュール トリュブナー ヘルツェル P.ヘッカー ハンス・オルデ O.H.バッチャー デキャンプ A.ミュシャ ランデンベルガー ムンク シュタール 原田直次郎 カンディンスキー スレーフォークト ルキアン ヴァルター・トール マティヤ・ヤーマ オシップ・ブラス ルドルフ・レヴィ クレー マルク リトラス ツィガーニ・デジェー ヴィルヘルム・テニー ハンス・ラッサー H・エプスタイン クッター |
| フリッツ・シュトルテンベルク                 | 1855-1921   | ドイツ                 |                | ヘス C.P.フォール A・ルーカス A・M・ザイツ F.フォルツ カール・ハーグ パウル・ヴェーバー N.リトラス J.R.テート ベルタラン ヤン・マテイコ ディーツ H.マカルト N.ギジス ベンツール ライブル ウーデ ドゥフェネク G・キュール トリュブナー ヘルツェル P.ヘッカー ハンス・オルデ O.H.バッチャー デキャンプ A.ミュシャ ランデンベルガー ムンク シュタール 原田直次郎 カンディンスキー スレーフォークト ルキアン ヴァルター・トール マティヤ・ヤーマ オシップ・ブラス ルドルフ・レヴィ クレー マルク リトラス ツィガーニ・デジェー ヴィルヘルム・テニー ハンス・ラッサー H・エプスタイン クッター |
| フリッツ・プレルス                           | 1855-1934   | ドイツ                 |                | ヘス C.P.フォール A・ルーカス A・M・ザイツ F.フォルツ カール・ハーグ パウル・ヴェーバー N.リトラス J.R.テート ベルタラン ヤン・マテイコ ディーツ H.マカルト N.ギジス ベンツール ライブル ウーデ ドゥフェネク G・キュール トリュブナー ヘルツェル P.ヘッカー ハンス・オルデ O.H.バッチャー デキャンプ A.ミュシャ ランデンベルガー ムンク シュタール 原田直次郎 カンディンスキー スレーフォークト ルキアン ヴァルター・トール マティヤ・ヤーマ オシップ・ブラス ルドルフ・レヴィ クレー マルク リトラス ツィガーニ・デジェー ヴィルヘルム・テニー ハンス・ラッサー H・エプスタイン クッター |
| ハンス・オルデ                               | 1855-1917   | ドイツ                 |                | ヘス C.P.フォール A・ルーカス A・M・ザイツ F.フォルツ カール・ハーグ パウル・ヴェーバー N.リトラス J.R.テート ベルタラン ヤン・マテイコ ディーツ H.マカルト N.ギジス ベンツール ライブル ウーデ ドゥフェネク G・キュール トリュブナー ヘルツェル P.ヘッカー ハンス・オルデ O.H.バッチャー デキャンプ A.ミュシャ ランデンベルガー ムンク シュタール 原田直次郎 カンディンスキー スレーフォークト ルキアン ヴァルター・トール マティヤ・ヤーマ オシップ・ブラス ルドルフ・レヴィ クレー マルク リトラス ツィガーニ・デジェー ヴィルヘルム・テニー ハンス・ラッサー H・エプスタイン クッター |
| チャールズ・ニーハウス                       | 1855-1935   | アメリカ合衆国         |                | ヘス C.P.フォール A・ルーカス A・M・ザイツ F.フォルツ カール・ハーグ パウル・ヴェーバー N.リトラス J.R.テート ベルタラン ヤン・マテイコ ディーツ H.マカルト N.ギジス ベンツール ライブル ウーデ ドゥフェネク G・キュール トリュブナー ヘルツェル P.ヘッカー ハンス・オルデ O.H.バッチャー デキャンプ A.ミュシャ ランデンベルガー ムンク シュタール 原田直次郎 カンディンスキー スレーフォークト ルキアン ヴァルター・トール マティヤ・ヤーマ オシップ・ブラス ルドルフ・レヴィ クレー マルク リトラス ツィガーニ・デジェー ヴィルヘルム・テニー ハンス・ラッサー H・エプスタイン クッター |
| ルートヴィヒ・ヘルテリッヒ                   | 1856-1932   | ドイツ                 |                | ヘス C.P.フォール A・ルーカス A・M・ザイツ F.フォルツ カール・ハーグ パウル・ヴェーバー N.リトラス J.R.テート ベルタラン ヤン・マテイコ ディーツ H.マカルト N.ギジス ベンツール ライブル ウーデ ドゥフェネク G・キュール トリュブナー ヘルツェル P.ヘッカー ハンス・オルデ O.H.バッチャー デキャンプ A.ミュシャ ランデンベルガー ムンク シュタール 原田直次郎 カンディンスキー スレーフォークト ルキアン ヴァルター・トール マティヤ・ヤーマ オシップ・ブラス ルドルフ・レヴィ クレー マルク リトラス ツィガーニ・デジェー ヴィルヘルム・テニー ハンス・ラッサー H・エプスタイン クッター |
| クラウス・マイヤー                           | 1856-1919   | ドイツ                 |                | ヘス C.P.フォール A・ルーカス A・M・ザイツ F.フォルツ カール・ハーグ パウル・ヴェーバー N.リトラス J.R.テート ベルタラン ヤン・マテイコ ディーツ H.マカルト N.ギジス ベンツール ライブル ウーデ ドゥフェネク G・キュール トリュブナー ヘルツェル P.ヘッカー ハンス・オルデ O.H.バッチャー デキャンプ A.ミュシャ ランデンベルガー ムンク シュタール 原田直次郎 カンディンスキー スレーフォークト ルキアン ヴァルター・トール マティヤ・ヤーマ オシップ・ブラス ルドルフ・レヴィ クレー マルク リトラス ツィガーニ・デジェー ヴィルヘルム・テニー ハンス・ラッサー H・エプスタイン クッター |
| オットー・ヘンリー・バッチャー               | 1856-1909   | アメリカ合衆国         |                | ヘス C.P.フォール A・ルーカス A・M・ザイツ F.フォルツ カール・ハーグ パウル・ヴェーバー N.リトラス J.R.テート ベルタラン ヤン・マテイコ ディーツ H.マカルト N.ギジス ベンツール ライブル ウーデ ドゥフェネク G・キュール トリュブナー ヘルツェル P.ヘッカー ハンス・オルデ O.H.バッチャー デキャンプ A.ミュシャ ランデンベルガー ムンク シュタール 原田直次郎 カンディンスキー スレーフォークト ルキアン ヴァルター・トール マティヤ・ヤーマ オシップ・ブラス ルドルフ・レヴィ クレー マルク リトラス ツィガーニ・デジェー ヴィルヘルム・テニー ハンス・ラッサー H・エプスタイン クッター |
| ロベルト・ペッツェルベルガー                 | 1856-1930   | オーストリア           |                | ヘス C.P.フォール A・ルーカス A・M・ザイツ F.フォルツ カール・ハーグ パウル・ヴェーバー N.リトラス J.R.テート ベルタラン ヤン・マテイコ ディーツ H.マカルト N.ギジス ベンツール ライブル ウーデ ドゥフェネク G・キュール トリュブナー ヘルツェル P.ヘッカー ハンス・オルデ O.H.バッチャー デキャンプ A.ミュシャ ランデンベルガー ムンク シュタール 原田直次郎 カンディンスキー スレーフォークト ルキアン ヴァルター・トール マティヤ・ヤーマ オシップ・ブラス ルドルフ・レヴィ クレー マルク リトラス ツィガーニ・デジェー ヴィルヘルム・テニー ハンス・ラッサー H・エプスタイン クッター |
| フリッツ・シュトロベンツ                     | 1856-1929   | ハンガリー             |                | ヘス C.P.フォール A・ルーカス A・M・ザイツ F.フォルツ カール・ハーグ パウル・ヴェーバー N.リトラス J.R.テート ベルタラン ヤン・マテイコ ディーツ H.マカルト N.ギジス ベンツール ライブル ウーデ ドゥフェネク G・キュール トリュブナー ヘルツェル P.ヘッカー ハンス・オルデ O.H.バッチャー デキャンプ A.ミュシャ ランデンベルガー ムンク シュタール 原田直次郎 カンディンスキー スレーフォークト ルキアン ヴァルター・トール マティヤ・ヤーマ オシップ・ブラス ルドルフ・レヴィ クレー マルク リトラス ツィガーニ・デジェー ヴィルヘルム・テニー ハンス・ラッサー H・エプスタイン クッター |
| カール・シュタウファー＝ベルン               | 1857-1891   | スイス                 |                | ヘス C.P.フォール A・ルーカス A・M・ザイツ F.フォルツ カール・ハーグ パウル・ヴェーバー N.リトラス J.R.テート ベルタラン ヤン・マテイコ ディーツ H.マカルト N.ギジス ベンツール ライブル ウーデ ドゥフェネク G・キュール トリュブナー ヘルツェル P.ヘッカー ハンス・オルデ O.H.バッチャー デキャンプ A.ミュシャ ランデンベルガー ムンク シュタール 原田直次郎 カンディンスキー スレーフォークト ルキアン ヴァルター・トール マティヤ・ヤーマ オシップ・ブラス ルドルフ・レヴィ クレー マルク リトラス ツィガーニ・デジェー ヴィルヘルム・テニー ハンス・ラッサー H・エプスタイン クッター |
| ホローシ・シモン                             | 1857-1918   | ハンガリー             |                | ヘス C.P.フォール A・ルーカス A・M・ザイツ F.フォルツ カール・ハーグ パウル・ヴェーバー N.リトラス J.R.テート ベルタラン ヤン・マテイコ ディーツ H.マカルト N.ギジス ベンツール ライブル ウーデ ドゥフェネク G・キュール トリュブナー ヘルツェル P.ヘッカー ハンス・オルデ O.H.バッチャー デキャンプ A.ミュシャ ランデンベルガー ムンク シュタール 原田直次郎 カンディンスキー スレーフォークト ルキアン ヴァルター・トール マティヤ・ヤーマ オシップ・ブラス ルドルフ・レヴィ クレー マルク リトラス ツィガーニ・デジェー ヴィルヘルム・テニー ハンス・ラッサー H・エプスタイン クッター |
| ハンス・ヘイエルダール                       | 1857-1913   | ノルウェー             |                | ヘス C.P.フォール A・ルーカス A・M・ザイツ F.フォルツ カール・ハーグ パウル・ヴェーバー N.リトラス J.R.テート ベルタラン ヤン・マテイコ ディーツ H.マカルト N.ギジス ベンツール ライブル ウーデ ドゥフェネク G・キュール トリュブナー ヘルツェル P.ヘッカー ハンス・オルデ O.H.バッチャー デキャンプ A.ミュシャ ランデンベルガー ムンク シュタール 原田直次郎 カンディンスキー スレーフォークト ルキアン ヴァルター・トール マティヤ・ヤーマ オシップ・ブラス ルドルフ・レヴィ クレー マルク リトラス ツィガーニ・デジェー ヴィルヘルム・テニー ハンス・ラッサー H・エプスタイン クッター |
| セレスティン・メドヴィッチ                   | 1857-1920   | クロアチア             |                | ヘス C.P.フォール A・ルーカス A・M・ザイツ F.フォルツ カール・ハーグ パウル・ヴェーバー N.リトラス J.R.テート ベルタラン ヤン・マテイコ ディーツ H.マカルト N.ギジス ベンツール ライブル ウーデ ドゥフェネク G・キュール トリュブナー ヘルツェル P.ヘッカー ハンス・オルデ O.H.バッチャー デキャンプ A.ミュシャ ランデンベルガー ムンク シュタール 原田直次郎 カンディンスキー スレーフォークト ルキアン ヴァルター・トール マティヤ・ヤーマ オシップ・ブラス ルドルフ・レヴィ クレー マルク リトラス ツィガーニ・デジェー ヴィルヘルム・テニー ハンス・ラッサー H・エプスタイン クッター |
| ロヴィス・コリント                           | 1858-1925   | ドイツ                 |                | ヘス C.P.フォール A・ルーカス A・M・ザイツ F.フォルツ カール・ハーグ パウル・ヴェーバー N.リトラス J.R.テート ベルタラン ヤン・マテイコ ディーツ H.マカルト N.ギジス ベンツール ライブル ウーデ ドゥフェネク G・キュール トリュブナー ヘルツェル P.ヘッカー ハンス・オルデ O.H.バッチャー デキャンプ A.ミュシャ ランデンベルガー ムンク シュタール 原田直次郎 カンディンスキー スレーフォークト ルキアン ヴァルター・トール マティヤ・ヤーマ オシップ・ブラス ルドルフ・レヴィ クレー マルク リトラス ツィガーニ・デジェー ヴィルヘルム・テニー ハンス・ラッサー H・エプスタイン クッター |
| カール・マール                               | 1858-1936   | ドイツ                 | 1919年から校長 | ヘス C.P.フォール A・ルーカス A・M・ザイツ F.フォルツ カール・ハーグ パウル・ヴェーバー N.リトラス J.R.テート ベルタラン ヤン・マテイコ ディーツ H.マカルト N.ギジス ベンツール ライブル ウーデ ドゥフェネク G・キュール トリュブナー ヘルツェル P.ヘッカー ハンス・オルデ O.H.バッチャー デキャンプ A.ミュシャ ランデンベルガー ムンク シュタール 原田直次郎 カンディンスキー スレーフォークト ルキアン ヴァルター・トール マティヤ・ヤーマ オシップ・ブラス ルドルフ・レヴィ クレー マルク リトラス ツィガーニ・デジェー ヴィルヘルム・テニー ハンス・ラッサー H・エプスタイン クッター |
| マックス・テディ                             | 1858-1924   | ドイツ                 |                | ヘス C.P.フォール A・ルーカス A・M・ザイツ F.フォルツ カール・ハーグ パウル・ヴェーバー N.リトラス J.R.テート ベルタラン ヤン・マテイコ ディーツ H.マカルト N.ギジス ベンツール ライブル ウーデ ドゥフェネク G・キュール トリュブナー ヘルツェル P.ヘッカー ハンス・オルデ O.H.バッチャー デキャンプ A.ミュシャ ランデンベルガー ムンク シュタール 原田直次郎 カンディンスキー スレーフォークト ルキアン ヴァルター・トール マティヤ・ヤーマ オシップ・ブラス ルドルフ・レヴィ クレー マルク リトラス ツィガーニ・デジェー ヴィルヘルム・テニー ハンス・ラッサー H・エプスタイン クッター |
| ジョセフ・デキャンプ                         | 1858-1923   | アメリカ合衆国         |                | ヘス C.P.フォール A・ルーカス A・M・ザイツ F.フォルツ カール・ハーグ パウル・ヴェーバー N.リトラス J.R.テート ベルタラン ヤン・マテイコ ディーツ H.マカルト N.ギジス ベンツール ライブル ウーデ ドゥフェネク G・キュール トリュブナー ヘルツェル P.ヘッカー ハンス・オルデ O.H.バッチャー デキャンプ A.ミュシャ ランデンベルガー ムンク シュタール 原田直次郎 カンディンスキー スレーフォークト ルキアン ヴァルター・トール マティヤ・ヤーマ オシップ・ブラス ルドルフ・レヴィ クレー マルク リトラス ツィガーニ・デジェー ヴィルヘルム・テニー ハンス・ラッサー H・エプスタイン クッター |
| ジュリアス・ロルショーヴェン                 | 1858-1930   | アメリカ合衆国         |                | ヘス C.P.フォール A・ルーカス A・M・ザイツ F.フォルツ カール・ハーグ パウル・ヴェーバー N.リトラス J.R.テート ベルタラン ヤン・マテイコ ディーツ H.マカルト N.ギジス ベンツール ライブル ウーデ ドゥフェネク G・キュール トリュブナー ヘルツェル P.ヘッカー ハンス・オルデ O.H.バッチャー デキャンプ A.ミュシャ ランデンベルガー ムンク シュタール 原田直次郎 カンディンスキー スレーフォークト ルキアン ヴァルター・トール マティヤ・ヤーマ オシップ・ブラス ルドルフ・レヴィ クレー マルク リトラス ツィガーニ・デジェー ヴィルヘルム・テニー ハンス・ラッサー H・エプスタイン クッター |
| チャールズ・フレデリク・ウルリッヒ           | 1858-1908   | アメリカ合衆国         |                | ヘス C.P.フォール A・ルーカス A・M・ザイツ F.フォルツ カール・ハーグ パウル・ヴェーバー N.リトラス J.R.テート ベルタラン ヤン・マテイコ ディーツ H.マカルト N.ギジス ベンツール ライブル ウーデ ドゥフェネク G・キュール トリュブナー ヘルツェル P.ヘッカー ハンス・オルデ O.H.バッチャー デキャンプ A.ミュシャ ランデンベルガー ムンク シュタール 原田直次郎 カンディンスキー スレーフォークト ルキアン ヴァルター・トール マティヤ・ヤーマ オシップ・ブラス ルドルフ・レヴィ クレー マルク リトラス ツィガーニ・デジェー ヴィルヘルム・テニー ハンス・ラッサー H・エプスタイン クッター |
| マックス・アルトゥール・ストレメル           | 1859-1928   | ドイツ                 |                | ヘス C.P.フォール A・ルーカス A・M・ザイツ F.フォルツ カール・ハーグ パウル・ヴェーバー N.リトラス J.R.テート ベルタラン ヤン・マテイコ ディーツ H.マカルト N.ギジス ベンツール ライブル ウーデ ドゥフェネク G・キュール トリュブナー ヘルツェル P.ヘッカー ハンス・オルデ O.H.バッチャー デキャンプ A.ミュシャ ランデンベルガー ムンク シュタール 原田直次郎 カンディンスキー スレーフォークト ルキアン ヴァルター・トール マティヤ・ヤーマ オシップ・ブラス ルドルフ・レヴィ クレー マルク リトラス ツィガーニ・デジェー ヴィルヘルム・テニー ハンス・ラッサー H・エプスタイン クッター |
| ジョン・ハウザー                             | 1859-1913   | アメリカ合衆国         |                | ヘス C.P.フォール A・ルーカス A・M・ザイツ F.フォルツ カール・ハーグ パウル・ヴェーバー N.リトラス J.R.テート ベルタラン ヤン・マテイコ ディーツ H.マカルト N.ギジス ベンツール ライブル ウーデ ドゥフェネク G・キュール トリュブナー ヘルツェル P.ヘッカー ハンス・オルデ O.H.バッチャー デキャンプ A.ミュシャ ランデンベルガー ムンク シュタール 原田直次郎 カンディンスキー スレーフォークト ルキアン ヴァルター・トール マティヤ・ヤーマ オシップ・ブラス ルドルフ・レヴィ クレー マルク リトラス ツィガーニ・デジェー ヴィルヘルム・テニー ハンス・ラッサー H・エプスタイン クッター |
| リンゼー・バーナード・ホール                 | 1859-1935   | イギリス               |                | ヘス C.P.フォール A・ルーカス A・M・ザイツ F.フォルツ カール・ハーグ パウル・ヴェーバー N.リトラス J.R.テート ベルタラン ヤン・マテイコ ディーツ H.マカルト N.ギジス ベンツール ライブル ウーデ ドゥフェネク G・キュール トリュブナー ヘルツェル P.ヘッカー ハンス・オルデ O.H.バッチャー デキャンプ A.ミュシャ ランデンベルガー ムンク シュタール 原田直次郎 カンディンスキー スレーフォークト ルキアン ヴァルター・トール マティヤ・ヤーマ オシップ・ブラス ルドルフ・レヴィ クレー マルク リトラス ツィガーニ・デジェー ヴィルヘルム・テニー ハンス・ラッサー H・エプスタイン クッター |
| ベンノ・ベッカー                             | 1860-1938   | ドイツ                 |                | ヘス C.P.フォール A・ルーカス A・M・ザイツ F.フォルツ カール・ハーグ パウル・ヴェーバー N.リトラス J.R.テート ベルタラン ヤン・マテイコ ディーツ H.マカルト N.ギジス ベンツール ライブル ウーデ ドゥフェネク G・キュール トリュブナー ヘルツェル P.ヘッカー ハンス・オルデ O.H.バッチャー デキャンプ A.ミュシャ ランデンベルガー ムンク シュタール 原田直次郎 カンディンスキー スレーフォークト ルキアン ヴァルター・トール マティヤ・ヤーマ オシップ・ブラス ルドルフ・レヴィ クレー マルク リトラス ツィガーニ・デジェー ヴィルヘルム・テニー ハンス・ラッサー H・エプスタイン クッター |
| ジョン・レスリー・ブレック                   | 1860-1899   | アメリカ合衆国         |                | ヘス C.P.フォール A・ルーカス A・M・ザイツ F.フォルツ カール・ハーグ パウル・ヴェーバー N.リトラス J.R.テート ベルタラン ヤン・マテイコ ディーツ H.マカルト N.ギジス ベンツール ライブル ウーデ ドゥフェネク G・キュール トリュブナー ヘルツェル P.ヘッカー ハンス・オルデ O.H.バッチャー デキャンプ A.ミュシャ ランデンベルガー ムンク シュタール 原田直次郎 カンディンスキー スレーフォークト ルキアン ヴァルター・トール マティヤ・ヤーマ オシップ・ブラス ルドルフ・レヴィ クレー マルク リトラス ツィガーニ・デジェー ヴィルヘルム・テニー ハンス・ラッサー H・エプスタイン クッター |
| アルフォンス・ミュシャ                       | 1860-1939   | チェコ（オーストリア） |                | ヘス C.P.フォール A・ルーカス A・M・ザイツ F.フォルツ カール・ハーグ パウル・ヴェーバー N.リトラス J.R.テート ベルタラン ヤン・マテイコ ディーツ H.マカルト N.ギジス ベンツール ライブル ウーデ ドゥフェネク G・キュール トリュブナー ヘルツェル P.ヘッカー ハンス・オルデ O.H.バッチャー デキャンプ A.ミュシャ ランデンベルガー ムンク シュタール 原田直次郎 カンディンスキー スレーフォークト ルキアン ヴァルター・トール マティヤ・ヤーマ オシップ・ブラス ルドルフ・レヴィ クレー マルク リトラス ツィガーニ・デジェー ヴィルヘルム・テニー ハンス・ラッサー H・エプスタイン クッター |
| ソロモン・ジョセフ・ソロモン                 | 1860-1927   | イギリス               |                | ヘス C.P.フォール A・ルーカス A・M・ザイツ F.フォルツ カール・ハーグ パウル・ヴェーバー N.リトラス J.R.テート ベルタラン ヤン・マテイコ ディーツ H.マカルト N.ギジス ベンツール ライブル ウーデ ドゥフェネク G・キュール トリュブナー ヘルツェル P.ヘッカー ハンス・オルデ O.H.バッチャー デキャンプ A.ミュシャ ランデンベルガー ムンク シュタール 原田直次郎 カンディンスキー スレーフォークト ルキアン ヴァルター・トール マティヤ・ヤーマ オシップ・ブラス ルドルフ・レヴィ クレー マルク リトラス ツィガーニ・デジェー ヴィルヘルム・テニー ハンス・ラッサー H・エプスタイン クッター |
| ハインリヒ・クニル                           | 1862-1944   | ドイツ                 |                | ヘス C.P.フォール A・ルーカス A・M・ザイツ F.フォルツ カール・ハーグ パウル・ヴェーバー N.リトラス J.R.テート ベルタラン ヤン・マテイコ ディーツ H.マカルト N.ギジス ベンツール ライブル ウーデ ドゥフェネク G・キュール トリュブナー ヘルツェル P.ヘッカー ハンス・オルデ O.H.バッチャー デキャンプ A.ミュシャ ランデンベルガー ムンク シュタール 原田直次郎 カンディンスキー スレーフォークト ルキアン ヴァルター・トール マティヤ・ヤーマ オシップ・ブラス ルドルフ・レヴィ クレー マルク リトラス ツィガーニ・デジェー ヴィルヘルム・テニー ハンス・ラッサー H・エプスタイン クッター |
| クリスティアン・ランデンベルガー             | 1862-1927   | ドイツ                 |                | ヘス C.P.フォール A・ルーカス A・M・ザイツ F.フォルツ カール・ハーグ パウル・ヴェーバー N.リトラス J.R.テート ベルタラン ヤン・マテイコ ディーツ H.マカルト N.ギジス ベンツール ライブル ウーデ ドゥフェネク G・キュール トリュブナー ヘルツェル P.ヘッカー ハンス・オルデ O.H.バッチャー デキャンプ A.ミュシャ ランデンベルガー ムンク シュタール 原田直次郎 カンディンスキー スレーフォークト ルキアン ヴァルター・トール マティヤ・ヤーマ オシップ・ブラス ルドルフ・レヴィ クレー マルク リトラス ツィガーニ・デジェー ヴィルヘルム・テニー ハンス・ラッサー H・エプスタイン クッター |
| フリードリヒ・フェール                       | 1862-1927   | ドイツ                 |                | ヘス C.P.フォール A・ルーカス A・M・ザイツ F.フォルツ カール・ハーグ パウル・ヴェーバー N.リトラス J.R.テート ベルタラン ヤン・マテイコ ディーツ H.マカルト N.ギジス ベンツール ライブル ウーデ ドゥフェネク G・キュール トリュブナー ヘルツェル P.ヘッカー ハンス・オルデ O.H.バッチャー デキャンプ A.ミュシャ ランデンベルガー ムンク シュタール 原田直次郎 カンディンスキー スレーフォークト ルキアン ヴァルター・トール マティヤ・ヤーマ オシップ・ブラス ルドルフ・レヴィ クレー マルク リトラス ツィガーニ・デジェー ヴィルヘルム・テニー ハンス・ラッサー H・エプスタイン クッター |
| アルベルト・ヴェルティ                       | 1862-1912   | スイス                 |                | ヘス C.P.フォール A・ルーカス A・M・ザイツ F.フォルツ カール・ハーグ パウル・ヴェーバー N.リトラス J.R.テート ベルタラン ヤン・マテイコ ディーツ H.マカルト N.ギジス ベンツール ライブル ウーデ ドゥフェネク G・キュール トリュブナー ヘルツェル P.ヘッカー ハンス・オルデ O.H.バッチャー デキャンプ A.ミュシャ ランデンベルガー ムンク シュタール 原田直次郎 カンディンスキー スレーフォークト ルキアン ヴァルター・トール マティヤ・ヤーマ オシップ・ブラス ルドルフ・レヴィ クレー マルク リトラス ツィガーニ・デジェー ヴィルヘルム・テニー ハンス・ラッサー H・エプスタイン クッター |
| フランティシェク・ドヴォジャーク             | 1862-1927   | チェコ                 |                | ヘス C.P.フォール A・ルーカス A・M・ザイツ F.フォルツ カール・ハーグ パウル・ヴェーバー N.リトラス J.R.テート ベルタラン ヤン・マテイコ ディーツ H.マカルト N.ギジス ベンツール ライブル ウーデ ドゥフェネク G・キュール トリュブナー ヘルツェル P.ヘッカー ハンス・オルデ O.H.バッチャー デキャンプ A.ミュシャ ランデンベルガー ムンク シュタール 原田直次郎 カンディンスキー スレーフォークト ルキアン ヴァルター・トール マティヤ・ヤーマ オシップ・ブラス ルドルフ・レヴィ クレー マルク リトラス ツィガーニ・デジェー ヴィルヘルム・テニー ハンス・ラッサー H・エプスタイン クッター |
| レオニード・パステルナーク                   | 1862-1945   | ロシア                 |                | ヘス C.P.フォール A・ルーカス A・M・ザイツ F.フォルツ カール・ハーグ パウル・ヴェーバー N.リトラス J.R.テート ベルタラン ヤン・マテイコ ディーツ H.マカルト N.ギジス ベンツール ライブル ウーデ ドゥフェネク G・キュール トリュブナー ヘルツェル P.ヘッカー ハンス・オルデ O.H.バッチャー デキャンプ A.ミュシャ ランデンベルガー ムンク シュタール 原田直次郎 カンディンスキー スレーフォークト ルキアン ヴァルター・トール マティヤ・ヤーマ オシップ・ブラス ルドルフ・レヴィ クレー マルク リトラス ツィガーニ・デジェー ヴィルヘルム・テニー ハンス・ラッサー H・エプスタイン クッター |
| エドヴァルド・ムンク                         | 1863-1944   | ノルウェー             |                | ヘス C.P.フォール A・ルーカス A・M・ザイツ F.フォルツ カール・ハーグ パウル・ヴェーバー N.リトラス J.R.テート ベルタラン ヤン・マテイコ ディーツ H.マカルト N.ギジス ベンツール ライブル ウーデ ドゥフェネク G・キュール トリュブナー ヘルツェル P.ヘッカー ハンス・オルデ O.H.バッチャー デキャンプ A.ミュシャ ランデンベルガー ムンク シュタール 原田直次郎 カンディンスキー スレーフォークト ルキアン ヴァルター・トール マティヤ・ヤーマ オシップ・ブラス ルドルフ・レヴィ クレー マルク リトラス ツィガーニ・デジェー ヴィルヘルム・テニー ハンス・ラッサー H・エプスタイン クッター |
| フランツ・フォン・シュトゥック               | 1863-1928   | ドイツ                 |                | ヘス C.P.フォール A・ルーカス A・M・ザイツ F.フォルツ カール・ハーグ パウル・ヴェーバー N.リトラス J.R.テート ベルタラン ヤン・マテイコ ディーツ H.マカルト N.ギジス ベンツール ライブル ウーデ ドゥフェネク G・キュール トリュブナー ヘルツェル P.ヘッカー ハンス・オルデ O.H.バッチャー デキャンプ A.ミュシャ ランデンベルガー ムンク シュタール 原田直次郎 カンディンスキー スレーフォークト ルキアン ヴァルター・トール マティヤ・ヤーマ オシップ・ブラス ルドルフ・レヴィ クレー マルク リトラス ツィガーニ・デジェー ヴィルヘルム・テニー ハンス・ラッサー H・エプスタイン クッター |
| ヘルマン・プロイアー                         | 1863-1927   | ドイツ                 |                | ヘス C.P.フォール A・ルーカス A・M・ザイツ F.フォルツ カール・ハーグ パウル・ヴェーバー N.リトラス J.R.テート ベルタラン ヤン・マテイコ ディーツ H.マカルト N.ギジス ベンツール ライブル ウーデ ドゥフェネク G・キュール トリュブナー ヘルツェル P.ヘッカー ハンス・オルデ O.H.バッチャー デキャンプ A.ミュシャ ランデンベルガー ムンク シュタール 原田直次郎 カンディンスキー スレーフォークト ルキアン ヴァルター・トール マティヤ・ヤーマ オシップ・ブラス ルドルフ・レヴィ クレー マルク リトラス ツィガーニ・デジェー ヴィルヘルム・テニー ハンス・ラッサー H・エプスタイン クッター |
| フリードリヒ・シュタール                     | 1863-1940   | ドイツ                 |                | ヘス C.P.フォール A・ルーカス A・M・ザイツ F.フォルツ カール・ハーグ パウル・ヴェーバー N.リトラス J.R.テート ベルタラン ヤン・マテイコ ディーツ H.マカルト N.ギジス ベンツール ライブル ウーデ ドゥフェネク G・キュール トリュブナー ヘルツェル P.ヘッカー ハンス・オルデ O.H.バッチャー デキャンプ A.ミュシャ ランデンベルガー ムンク シュタール 原田直次郎 カンディンスキー スレーフォークト ルキアン ヴァルター・トール マティヤ・ヤーマ オシップ・ブラス ルドルフ・レヴィ クレー マルク リトラス ツィガーニ・デジェー ヴィルヘルム・テニー ハンス・ラッサー H・エプスタイン クッター |
| オットー・ライニガー                         | 1863-1909   | ドイツ                 |                | ヘス C.P.フォール A・ルーカス A・M・ザイツ F.フォルツ カール・ハーグ パウル・ヴェーバー N.リトラス J.R.テート ベルタラン ヤン・マテイコ ディーツ H.マカルト N.ギジス ベンツール ライブル ウーデ ドゥフェネク G・キュール トリュブナー ヘルツェル P.ヘッカー ハンス・オルデ O.H.バッチャー デキャンプ A.ミュシャ ランデンベルガー ムンク シュタール 原田直次郎 カンディンスキー スレーフォークト ルキアン ヴァルター・トール マティヤ・ヤーマ オシップ・ブラス ルドルフ・レヴィ クレー マルク リトラス ツィガーニ・デジェー ヴィルヘルム・テニー ハンス・ラッサー H・エプスタイン クッター |
| ユリウス・エクスター                         | 1863-1939   | ドイツ                 |                | ヘス C.P.フォール A・ルーカス A・M・ザイツ F.フォルツ カール・ハーグ パウル・ヴェーバー N.リトラス J.R.テート ベルタラン ヤン・マテイコ ディーツ H.マカルト N.ギジス ベンツール ライブル ウーデ ドゥフェネク G・キュール トリュブナー ヘルツェル P.ヘッカー ハンス・オルデ O.H.バッチャー デキャンプ A.ミュシャ ランデンベルガー ムンク シュタール 原田直次郎 カンディンスキー スレーフォークト ルキアン ヴァルター・トール マティヤ・ヤーマ オシップ・ブラス ルドルフ・レヴィ クレー マルク リトラス ツィガーニ・デジェー ヴィルヘルム・テニー ハンス・ラッサー H・エプスタイン クッター |
| ハインリヒ・レフラー                         | 1863-1919   | オーストリア           |                | ヘス C.P.フォール A・ルーカス A・M・ザイツ F.フォルツ カール・ハーグ パウル・ヴェーバー N.リトラス J.R.テート ベルタラン ヤン・マテイコ ディーツ H.マカルト N.ギジス ベンツール ライブル ウーデ ドゥフェネク G・キュール トリュブナー ヘルツェル P.ヘッカー ハンス・オルデ O.H.バッチャー デキャンプ A.ミュシャ ランデンベルガー ムンク シュタール 原田直次郎 カンディンスキー スレーフォークト ルキアン ヴァルター・トール マティヤ・ヤーマ オシップ・ブラス ルドルフ・レヴィ クレー マルク リトラス ツィガーニ・デジェー ヴィルヘルム・テニー ハンス・ラッサー H・エプスタイン クッター |
| ズジスワフ・ヤシンスキ                       | 1863-1932   | ポーランド             |                | ヘス C.P.フォール A・ルーカス A・M・ザイツ F.フォルツ カール・ハーグ パウル・ヴェーバー N.リトラス J.R.テート ベルタラン ヤン・マテイコ ディーツ H.マカルト N.ギジス ベンツール ライブル ウーデ ドゥフェネク G・キュール トリュブナー ヘルツェル P.ヘッカー ハンス・オルデ O.H.バッチャー デキャンプ A.ミュシャ ランデンベルガー ムンク シュタール 原田直次郎 カンディンスキー スレーフォークト ルキアン ヴァルター・トール マティヤ・ヤーマ オシップ・ブラス ルドルフ・レヴィ クレー マルク リトラス ツィガーニ・デジェー ヴィルヘルム・テニー ハンス・ラッサー H・エプスタイン クッター |
| 原田直次郎                                   | 1863-1899   | 日本                   |                | ヘス C.P.フォール A・ルーカス A・M・ザイツ F.フォルツ カール・ハーグ パウル・ヴェーバー N.リトラス J.R.テート ベルタラン ヤン・マテイコ ディーツ H.マカルト N.ギジス ベンツール ライブル ウーデ ドゥフェネク G・キュール トリュブナー ヘルツェル P.ヘッカー ハンス・オルデ O.H.バッチャー デキャンプ A.ミュシャ ランデンベルガー ムンク シュタール 原田直次郎 カンディンスキー スレーフォークト ルキアン ヴァルター・トール マティヤ・ヤーマ オシップ・ブラス ルドルフ・レヴィ クレー マルク リトラス ツィガーニ・デジェー ヴィルヘルム・テニー ハンス・ラッサー H・エプスタイン クッター |
| レオポルト・シュミュッツラー                 | 1864-1940   | ドイツ                 |                | ヘス C.P.フォール A・ルーカス A・M・ザイツ F.フォルツ カール・ハーグ パウル・ヴェーバー N.リトラス J.R.テート ベルタラン ヤン・マテイコ ディーツ H.マカルト N.ギジス ベンツール ライブル ウーデ ドゥフェネク G・キュール トリュブナー ヘルツェル P.ヘッカー ハンス・オルデ O.H.バッチャー デキャンプ A.ミュシャ ランデンベルガー ムンク シュタール 原田直次郎 カンディンスキー スレーフォークト ルキアン ヴァルター・トール マティヤ・ヤーマ オシップ・ブラス ルドルフ・レヴィ クレー マルク リトラス ツィガーニ・デジェー ヴィルヘルム・テニー ハンス・ラッサー H・エプスタイン クッター |
| ハンス・アム・エンデ                         | 1864-1918   | ドイツ                 |                | ヘス C.P.フォール A・ルーカス A・M・ザイツ F.フォルツ カール・ハーグ パウル・ヴェーバー N.リトラス J.R.テート ベルタラン ヤン・マテイコ ディーツ H.マカルト N.ギジス ベンツール ライブル ウーデ ドゥフェネク G・キュール トリュブナー ヘルツェル P.ヘッカー ハンス・オルデ O.H.バッチャー デキャンプ A.ミュシャ ランデンベルガー ムンク シュタール 原田直次郎 カンディンスキー スレーフォークト ルキアン ヴァルター・トール マティヤ・ヤーマ オシップ・ブラス ルドルフ・レヴィ クレー マルク リトラス ツィガーニ・デジェー ヴィルヘルム・テニー ハンス・ラッサー H・エプスタイン クッター |
| ユリウス・フォン・エーレン                   | 1864-1944   | ドイツ                 |                | ヘス C.P.フォール A・ルーカス A・M・ザイツ F.フォルツ カール・ハーグ パウル・ヴェーバー N.リトラス J.R.テート ベルタラン ヤン・マテイコ ディーツ H.マカルト N.ギジス ベンツール ライブル ウーデ ドゥフェネク G・キュール トリュブナー ヘルツェル P.ヘッカー ハンス・オルデ O.H.バッチャー デキャンプ A.ミュシャ ランデンベルガー ムンク シュタール 原田直次郎 カンディンスキー スレーフォークト ルキアン ヴァルター・トール マティヤ・ヤーマ オシップ・ブラス ルドルフ・レヴィ クレー マルク リトラス ツィガーニ・デジェー ヴィルヘルム・テニー ハンス・ラッサー H・エプスタイン クッター |
| オットー・エックマン                         | 1865-1902   | ドイツ                 |                | ヘス C.P.フォール A・ルーカス A・M・ザイツ F.フォルツ カール・ハーグ パウル・ヴェーバー N.リトラス J.R.テート ベルタラン ヤン・マテイコ ディーツ H.マカルト N.ギジス ベンツール ライブル ウーデ ドゥフェネク G・キュール トリュブナー ヘルツェル P.ヘッカー ハンス・オルデ O.H.バッチャー デキャンプ A.ミュシャ ランデンベルガー ムンク シュタール 原田直次郎 カンディンスキー スレーフォークト ルキアン ヴァルター・トール マティヤ・ヤーマ オシップ・ブラス ルドルフ・レヴィ クレー マルク リトラス ツィガーニ・デジェー ヴィルヘルム・テニー ハンス・ラッサー H・エプスタイン クッター |
| ヴィルヘルム・バルマー                       | 1865-1922   | ドイツ                 |                | ヘス C.P.フォール A・ルーカス A・M・ザイツ F.フォルツ カール・ハーグ パウル・ヴェーバー N.リトラス J.R.テート ベルタラン ヤン・マテイコ ディーツ H.マカルト N.ギジス ベンツール ライブル ウーデ ドゥフェネク G・キュール トリュブナー ヘルツェル P.ヘッカー ハンス・オルデ O.H.バッチャー デキャンプ A.ミュシャ ランデンベルガー ムンク シュタール 原田直次郎 カンディンスキー スレーフォークト ルキアン ヴァルター・トール マティヤ・ヤーマ オシップ・ブラス ルドルフ・レヴィ クレー マルク リトラス ツィガーニ・デジェー ヴィルヘルム・テニー ハンス・ラッサー H・エプスタイン クッター |
| カレル・ヴィーチェスラフ・マシェク           | 1865-1927   | チェコ                 |                | ヘス C.P.フォール A・ルーカス A・M・ザイツ F.フォルツ カール・ハーグ パウル・ヴェーバー N.リトラス J.R.テート ベルタラン ヤン・マテイコ ディーツ H.マカルト N.ギジス ベンツール ライブル ウーデ ドゥフェネク G・キュール トリュブナー ヘルツェル P.ヘッカー ハンス・オルデ O.H.バッチャー デキャンプ A.ミュシャ ランデンベルガー ムンク シュタール 原田直次郎 カンディンスキー スレーフォークト ルキアン ヴァルター・トール マティヤ・ヤーマ オシップ・ブラス ルドルフ・レヴィ クレー マルク リトラス ツィガーニ・デジェー ヴィルヘルム・テニー ハンス・ラッサー H・エプスタイン クッター |
| ワシリー・カンディンスキー                   | 1866-1944   | ロシア                 |                | ヘス C.P.フォール A・ルーカス A・M・ザイツ F.フォルツ カール・ハーグ パウル・ヴェーバー N.リトラス J.R.テート ベルタラン ヤン・マテイコ ディーツ H.マカルト N.ギジス ベンツール ライブル ウーデ ドゥフェネク G・キュール トリュブナー ヘルツェル P.ヘッカー ハンス・オルデ O.H.バッチャー デキャンプ A.ミュシャ ランデンベルガー ムンク シュタール 原田直次郎 カンディンスキー スレーフォークト ルキアン ヴァルター・トール マティヤ・ヤーマ オシップ・ブラス ルドルフ・レヴィ クレー マルク リトラス ツィガーニ・デジェー ヴィルヘルム・テニー ハンス・ラッサー H・エプスタイン クッター |
| フリッツ・マッケンゼン                       | 1866-1953   | ドイツ                 |                | ヘス C.P.フォール A・ルーカス A・M・ザイツ F.フォルツ カール・ハーグ パウル・ヴェーバー N.リトラス J.R.テート ベルタラン ヤン・マテイコ ディーツ H.マカルト N.ギジス ベンツール ライブル ウーデ ドゥフェネク G・キュール トリュブナー ヘルツェル P.ヘッカー ハンス・オルデ O.H.バッチャー デキャンプ A.ミュシャ ランデンベルガー ムンク シュタール 原田直次郎 カンディンスキー スレーフォークト ルキアン ヴァルター・トール マティヤ・ヤーマ オシップ・ブラス ルドルフ・レヴィ クレー マルク リトラス ツィガーニ・デジェー ヴィルヘルム・テニー ハンス・ラッサー H・エプスタイン クッター |
| エルンスト・オップラー                       | 1867-1929   | ドイツ                 |                | ヘス C.P.フォール A・ルーカス A・M・ザイツ F.フォルツ カール・ハーグ パウル・ヴェーバー N.リトラス J.R.テート ベルタラン ヤン・マテイコ ディーツ H.マカルト N.ギジス ベンツール ライブル ウーデ ドゥフェネク G・キュール トリュブナー ヘルツェル P.ヘッカー ハンス・オルデ O.H.バッチャー デキャンプ A.ミュシャ ランデンベルガー ムンク シュタール 原田直次郎 カンディンスキー スレーフォークト ルキアン ヴァルター・トール マティヤ・ヤーマ オシップ・ブラス ルドルフ・レヴィ クレー マルク リトラス ツィガーニ・デジェー ヴィルヘルム・テニー ハンス・ラッサー H・エプスタイン クッター |
| ゲオルギオス・ロイロス                       | 1867-1928   | ギリシャ               |                | ヘス C.P.フォール A・ルーカス A・M・ザイツ F.フォルツ カール・ハーグ パウル・ヴェーバー N.リトラス J.R.テート ベルタラン ヤン・マテイコ ディーツ H.マカルト N.ギジス ベンツール ライブル ウーデ ドゥフェネク G・キュール トリュブナー ヘルツェル P.ヘッカー ハンス・オルデ O.H.バッチャー デキャンプ A.ミュシャ ランデンベルガー ムンク シュタール 原田直次郎 カンディンスキー スレーフォークト ルキアン ヴァルター・トール マティヤ・ヤーマ オシップ・ブラス ルドルフ・レヴィ クレー マルク リトラス ツィガーニ・デジェー ヴィルヘルム・テニー ハンス・ラッサー H・エプスタイン クッター |
| ヘルマン・ヘドビウス                         | 1867-1937   | メキシコ               |                | ヘス C.P.フォール A・ルーカス A・M・ザイツ F.フォルツ カール・ハーグ パウル・ヴェーバー N.リトラス J.R.テート ベルタラン ヤン・マテイコ ディーツ H.マカルト N.ギジス ベンツール ライブル ウーデ ドゥフェネク G・キュール トリュブナー ヘルツェル P.ヘッカー ハンス・オルデ O.H.バッチャー デキャンプ A.ミュシャ ランデンベルガー ムンク シュタール 原田直次郎 カンディンスキー スレーフォークト ルキアン ヴァルター・トール マティヤ・ヤーマ オシップ・ブラス ルドルフ・レヴィ クレー マルク リトラス ツィガーニ・デジェー ヴィルヘルム・テニー ハンス・ラッサー H・エプスタイン クッター |
| アンジェロ・ヤンク                           | 1868-1940   | ドイツ                 | 1907年から教授 | ヘス C.P.フォール A・ルーカス A・M・ザイツ F.フォルツ カール・ハーグ パウル・ヴェーバー N.リトラス J.R.テート ベルタラン ヤン・マテイコ ディーツ H.マカルト N.ギジス ベンツール ライブル ウーデ ドゥフェネク G・キュール トリュブナー ヘルツェル P.ヘッカー ハンス・オルデ O.H.バッチャー デキャンプ A.ミュシャ ランデンベルガー ムンク シュタール 原田直次郎 カンディンスキー スレーフォークト ルキアン ヴァルター・トール マティヤ・ヤーマ オシップ・ブラス ルドルフ・レヴィ クレー マルク リトラス ツィガーニ・デジェー ヴィルヘルム・テニー ハンス・ラッサー H・エプスタイン クッター |
| マックス・スレーフォークト                   | 1868-1932   | ドイツ                 |                | ヘス C.P.フォール A・ルーカス A・M・ザイツ F.フォルツ カール・ハーグ パウル・ヴェーバー N.リトラス J.R.テート ベルタラン ヤン・マテイコ ディーツ H.マカルト N.ギジス ベンツール ライブル ウーデ ドゥフェネク G・キュール トリュブナー ヘルツェル P.ヘッカー ハンス・オルデ O.H.バッチャー デキャンプ A.ミュシャ ランデンベルガー ムンク シュタール 原田直次郎 カンディンスキー スレーフォークト ルキアン ヴァルター・トール マティヤ・ヤーマ オシップ・ブラス ルドルフ・レヴィ クレー マルク リトラス ツィガーニ・デジェー ヴィルヘルム・テニー ハンス・ラッサー H・エプスタイン クッター |
| ハインリヒ・エドゥアルト・リンデ＝ヴァルター | 1868-1932   | ドイツ                 |                | ヘス C.P.フォール A・ルーカス A・M・ザイツ F.フォルツ カール・ハーグ パウル・ヴェーバー N.リトラス J.R.テート ベルタラン ヤン・マテイコ ディーツ H.マカルト N.ギジス ベンツール ライブル ウーデ ドゥフェネク G・キュール トリュブナー ヘルツェル P.ヘッカー ハンス・オルデ O.H.バッチャー デキャンプ A.ミュシャ ランデンベルガー ムンク シュタール 原田直次郎 カンディンスキー スレーフォークト ルキアン ヴァルター・トール マティヤ・ヤーマ オシップ・ブラス ルドルフ・レヴィ クレー マルク リトラス ツィガーニ・デジェー ヴィルヘルム・テニー ハンス・ラッサー H・エプスタイン クッター |
| シュテファン・ルキアン                       | 1868-1916   | ルーマニア             |                | ヘス C.P.フォール A・ルーカス A・M・ザイツ F.フォルツ カール・ハーグ パウル・ヴェーバー N.リトラス J.R.テート ベルタラン ヤン・マテイコ ディーツ H.マカルト N.ギジス ベンツール ライブル ウーデ ドゥフェネク G・キュール トリュブナー ヘルツェル P.ヘッカー ハンス・オルデ O.H.バッチャー デキャンプ A.ミュシャ ランデンベルガー ムンク シュタール 原田直次郎 カンディンスキー スレーフォークト ルキアン ヴァルター・トール マティヤ・ヤーマ オシップ・ブラス ルドルフ・レヴィ クレー マルク リトラス ツィガーニ・デジェー ヴィルヘルム・テニー ハンス・ラッサー H・エプスタイン クッター |
| マックス・フェルトバウアー                   | 1869-1948   | ドイツ                 |                | ヘス C.P.フォール A・ルーカス A・M・ザイツ F.フォルツ カール・ハーグ パウル・ヴェーバー N.リトラス J.R.テート ベルタラン ヤン・マテイコ ディーツ H.マカルト N.ギジス ベンツール ライブル ウーデ ドゥフェネク G・キュール トリュブナー ヘルツェル P.ヘッカー ハンス・オルデ O.H.バッチャー デキャンプ A.ミュシャ ランデンベルガー ムンク シュタール 原田直次郎 カンディンスキー スレーフォークト ルキアン ヴァルター・トール マティヤ・ヤーマ オシップ・ブラス ルドルフ・レヴィ クレー マルク リトラス ツィガーニ・デジェー ヴィルヘルム・テニー ハンス・ラッサー H・エプスタイン クッター |
| オトン・イヴェコヴィッチ                     | 1869-1939   | クロアチア             |                | ヘス C.P.フォール A・ルーカス A・M・ザイツ F.フォルツ カール・ハーグ パウル・ヴェーバー N.リトラス J.R.テート ベルタラン ヤン・マテイコ ディーツ H.マカルト N.ギジス ベンツール ライブル ウーデ ドゥフェネク G・キュール トリュブナー ヘルツェル P.ヘッカー ハンス・オルデ O.H.バッチャー デキャンプ A.ミュシャ ランデンベルガー ムンク シュタール 原田直次郎 カンディンスキー スレーフォークト ルキアン ヴァルター・トール マティヤ・ヤーマ オシップ・ブラス ルドルフ・レヴィ クレー マルク リトラス ツィガーニ・デジェー ヴィルヘルム・テニー ハンス・ラッサー H・エプスタイン クッター |
| アドルフ・エドヴァルト・ヘルシュタイン       | 1869-1932   | ポーランド             |                | ヘス C.P.フォール A・ルーカス A・M・ザイツ F.フォルツ カール・ハーグ パウル・ヴェーバー N.リトラス J.R.テート ベルタラン ヤン・マテイコ ディーツ H.マカルト N.ギジス ベンツール ライブル ウーデ ドゥフェネク G・キュール トリュブナー ヘルツェル P.ヘッカー ハンス・オルデ O.H.バッチャー デキャンプ A.ミュシャ ランデンベルガー ムンク シュタール 原田直次郎 カンディンスキー スレーフォークト ルキアン ヴァルター・トール マティヤ・ヤーマ オシップ・ブラス ルドルフ・レヴィ クレー マルク リトラス ツィガーニ・デジェー ヴィルヘルム・テニー ハンス・ラッサー H・エプスタイン クッター |
| エミール・オルリック                         | 1870-1932   | オーストリア           |                | ヘス C.P.フォール A・ルーカス A・M・ザイツ F.フォルツ カール・ハーグ パウル・ヴェーバー N.リトラス J.R.テート ベルタラン ヤン・マテイコ ディーツ H.マカルト N.ギジス ベンツール ライブル ウーデ ドゥフェネク G・キュール トリュブナー ヘルツェル P.ヘッカー ハンス・オルデ O.H.バッチャー デキャンプ A.ミュシャ ランデンベルガー ムンク シュタール 原田直次郎 カンディンスキー スレーフォークト ルキアン ヴァルター・トール マティヤ・ヤーマ オシップ・ブラス ルドルフ・レヴィ クレー マルク リトラス ツィガーニ・デジェー ヴィルヘルム・テニー ハンス・ラッサー H・エプスタイン クッター |
| アレクサンダー・エッケナー                   | 1870-1944   | ドイツ                 |                | ヘス C.P.フォール A・ルーカス A・M・ザイツ F.フォルツ カール・ハーグ パウル・ヴェーバー N.リトラス J.R.テート ベルタラン ヤン・マテイコ ディーツ H.マカルト N.ギジス ベンツール ライブル ウーデ ドゥフェネク G・キュール トリュブナー ヘルツェル P.ヘッカー ハンス・オルデ O.H.バッチャー デキャンプ A.ミュシャ ランデンベルガー ムンク シュタール 原田直次郎 カンディンスキー スレーフォークト ルキアン ヴァルター・トール マティヤ・ヤーマ オシップ・ブラス ルドルフ・レヴィ クレー マルク リトラス ツィガーニ・デジェー ヴィルヘルム・テニー ハンス・ラッサー H・エプスタイン クッター |
| ヴァルター・トール                           | 1870-1929   | ドイツ                 |                | ヘス C.P.フォール A・ルーカス A・M・ザイツ F.フォルツ カール・ハーグ パウル・ヴェーバー N.リトラス J.R.テート ベルタラン ヤン・マテイコ ディーツ H.マカルト N.ギジス ベンツール ライブル ウーデ ドゥフェネク G・キュール トリュブナー ヘルツェル P.ヘッカー ハンス・オルデ O.H.バッチャー デキャンプ A.ミュシャ ランデンベルガー ムンク シュタール 原田直次郎 カンディンスキー スレーフォークト ルキアン ヴァルター・トール マティヤ・ヤーマ オシップ・ブラス ルドルフ・レヴィ クレー マルク リトラス ツィガーニ・デジェー ヴィルヘルム・テニー ハンス・ラッサー H・エプスタイン クッター |
| ヴァルター・ピュットナー                     | 1871-1953   | ドイツ                 |                | ヘス C.P.フォール A・ルーカス A・M・ザイツ F.フォルツ カール・ハーグ パウル・ヴェーバー N.リトラス J.R.テート ベルタラン ヤン・マテイコ ディーツ H.マカルト N.ギジス ベンツール ライブル ウーデ ドゥフェネク G・キュール トリュブナー ヘルツェル P.ヘッカー ハンス・オルデ O.H.バッチャー デキャンプ A.ミュシャ ランデンベルガー ムンク シュタール 原田直次郎 カンディンスキー スレーフォークト ルキアン ヴァルター・トール マティヤ・ヤーマ オシップ・ブラス ルドルフ・レヴィ クレー マルク リトラス ツィガーニ・デジェー ヴィルヘルム・テニー ハンス・ラッサー H・エプスタイン クッター |
| パウル・リート                               | 1871-1925   | ドイツ                 |                | ヘス C.P.フォール A・ルーカス A・M・ザイツ F.フォルツ カール・ハーグ パウル・ヴェーバー N.リトラス J.R.テート ベルタラン ヤン・マテイコ ディーツ H.マカルト N.ギジス ベンツール ライブル ウーデ ドゥフェネク G・キュール トリュブナー ヘルツェル P.ヘッカー ハンス・オルデ O.H.バッチャー デキャンプ A.ミュシャ ランデンベルガー ムンク シュタール 原田直次郎 カンディンスキー スレーフォークト ルキアン ヴァルター・トール マティヤ・ヤーマ オシップ・ブラス ルドルフ・レヴィ クレー マルク リトラス ツィガーニ・デジェー ヴィルヘルム・テニー ハンス・ラッサー H・エプスタイン クッター |
| カール・アウグスト・リナー                   | 1871-1946   | スイス                 |                | ヘス C.P.フォール A・ルーカス A・M・ザイツ F.フォルツ カール・ハーグ パウル・ヴェーバー N.リトラス J.R.テート ベルタラン ヤン・マテイコ ディーツ H.マカルト N.ギジス ベンツール ライブル ウーデ ドゥフェネク G・キュール トリュブナー ヘルツェル P.ヘッカー ハンス・オルデ O.H.バッチャー デキャンプ A.ミュシャ ランデンベルガー ムンク シュタール 原田直次郎 カンディンスキー スレーフォークト ルキアン ヴァルター・トール マティヤ・ヤーマ オシップ・ブラス ルドルフ・レヴィ クレー マルク リトラス ツィガーニ・デジェー ヴィルヘルム・テニー ハンス・ラッサー H・エプスタイン クッター |
| ハンス・ペラトナー                           | 1872-1946   | ドイツ                 |                | ヘス C.P.フォール A・ルーカス A・M・ザイツ F.フォルツ カール・ハーグ パウル・ヴェーバー N.リトラス J.R.テート ベルタラン ヤン・マテイコ ディーツ H.マカルト N.ギジス ベンツール ライブル ウーデ ドゥフェネク G・キュール トリュブナー ヘルツェル P.ヘッカー ハンス・オルデ O.H.バッチャー デキャンプ A.ミュシャ ランデンベルガー ムンク シュタール 原田直次郎 カンディンスキー スレーフォークト ルキアン ヴァルター・トール マティヤ・ヤーマ オシップ・ブラス ルドルフ・レヴィ クレー マルク リトラス ツィガーニ・デジェー ヴィルヘルム・テニー ハンス・ラッサー H・エプスタイン クッター |
| マクシミリアン・ライニッツ                   | 1872-1935   | ドイツ                 |                | ヘス C.P.フォール A・ルーカス A・M・ザイツ F.フォルツ カール・ハーグ パウル・ヴェーバー N.リトラス J.R.テート ベルタラン ヤン・マテイコ ディーツ H.マカルト N.ギジス ベンツール ライブル ウーデ ドゥフェネク G・キュール トリュブナー ヘルツェル P.ヘッカー ハンス・オルデ O.H.バッチャー デキャンプ A.ミュシャ ランデンベルガー ムンク シュタール 原田直次郎 カンディンスキー スレーフォークト ルキアン ヴァルター・トール マティヤ・ヤーマ オシップ・ブラス ルドルフ・レヴィ クレー マルク リトラス ツィガーニ・デジェー ヴィルヘルム・テニー ハンス・ラッサー H・エプスタイン クッター |
| マティヤ・ヤーマ                             | 1872-1947   | スロベニア             |                | ヘス C.P.フォール A・ルーカス A・M・ザイツ F.フォルツ カール・ハーグ パウル・ヴェーバー N.リトラス J.R.テート ベルタラン ヤン・マテイコ ディーツ H.マカルト N.ギジス ベンツール ライブル ウーデ ドゥフェネク G・キュール トリュブナー ヘルツェル P.ヘッカー ハンス・オルデ O.H.バッチャー デキャンプ A.ミュシャ ランデンベルガー ムンク シュタール 原田直次郎 カンディンスキー スレーフォークト ルキアン ヴァルター・トール マティヤ・ヤーマ オシップ・ブラス ルドルフ・レヴィ クレー マルク リトラス ツィガーニ・デジェー ヴィルヘルム・テニー ハンス・ラッサー H・エプスタイン クッター |
| リヒャルト・ベンノ・アダム                   | 1873-1937   | ドイツ                 |                | ヘス C.P.フォール A・ルーカス A・M・ザイツ F.フォルツ カール・ハーグ パウル・ヴェーバー N.リトラス J.R.テート ベルタラン ヤン・マテイコ ディーツ H.マカルト N.ギジス ベンツール ライブル ウーデ ドゥフェネク G・キュール トリュブナー ヘルツェル P.ヘッカー ハンス・オルデ O.H.バッチャー デキャンプ A.ミュシャ ランデンベルガー ムンク シュタール 原田直次郎 カンディンスキー スレーフォークト ルキアン ヴァルター・トール マティヤ・ヤーマ オシップ・ブラス ルドルフ・レヴィ クレー マルク リトラス ツィガーニ・デジェー ヴィルヘルム・テニー ハンス・ラッサー H・エプスタイン クッター |
| オシップ・ブラス                             | 1873-1936   | ロシア                 |                | ヘス C.P.フォール A・ルーカス A・M・ザイツ F.フォルツ カール・ハーグ パウル・ヴェーバー N.リトラス J.R.テート ベルタラン ヤン・マテイコ ディーツ H.マカルト N.ギジス ベンツール ライブル ウーデ ドゥフェネク G・キュール トリュブナー ヘルツェル P.ヘッカー ハンス・オルデ O.H.バッチャー デキャンプ A.ミュシャ ランデンベルガー ムンク シュタール 原田直次郎 カンディンスキー スレーフォークト ルキアン ヴァルター・トール マティヤ・ヤーマ オシップ・ブラス ルドルフ・レヴィ クレー マルク リトラス ツィガーニ・デジェー ヴィルヘルム・テニー ハンス・ラッサー H・エプスタイン クッター |
| オットー・ミュラー                           | 1874-1930   | ドイツ                 |                | ヘス C.P.フォール A・ルーカス A・M・ザイツ F.フォルツ カール・ハーグ パウル・ヴェーバー N.リトラス J.R.テート ベルタラン ヤン・マテイコ ディーツ H.マカルト N.ギジス ベンツール ライブル ウーデ ドゥフェネク G・キュール トリュブナー ヘルツェル P.ヘッカー ハンス・オルデ O.H.バッチャー デキャンプ A.ミュシャ ランデンベルガー ムンク シュタール 原田直次郎 カンディンスキー スレーフォークト ルキアン ヴァルター・トール マティヤ・ヤーマ オシップ・ブラス ルドルフ・レヴィ クレー マルク リトラス ツィガーニ・デジェー ヴィルヘルム・テニー ハンス・ラッサー H・エプスタイン クッター |
| カール・ホルン                               | 1874-1945   | ドイツ                 |                | ヘス C.P.フォール A・ルーカス A・M・ザイツ F.フォルツ カール・ハーグ パウル・ヴェーバー N.リトラス J.R.テート ベルタラン ヤン・マテイコ ディーツ H.マカルト N.ギジス ベンツール ライブル ウーデ ドゥフェネク G・キュール トリュブナー ヘルツェル P.ヘッカー ハンス・オルデ O.H.バッチャー デキャンプ A.ミュシャ ランデンベルガー ムンク シュタール 原田直次郎 カンディンスキー スレーフォークト ルキアン ヴァルター・トール マティヤ・ヤーマ オシップ・ブラス ルドルフ・レヴィ クレー マルク リトラス ツィガーニ・デジェー ヴィルヘルム・テニー ハンス・ラッサー H・エプスタイン クッター |
| ルドルフ・レヴィ                             | 1875-1944   | ドイツ                 |                | ヘス C.P.フォール A・ルーカス A・M・ザイツ F.フォルツ カール・ハーグ パウル・ヴェーバー N.リトラス J.R.テート ベルタラン ヤン・マテイコ ディーツ H.マカルト N.ギジス ベンツール ライブル ウーデ ドゥフェネク G・キュール トリュブナー ヘルツェル P.ヘッカー ハンス・オルデ O.H.バッチャー デキャンプ A.ミュシャ ランデンベルガー ムンク シュタール 原田直次郎 カンディンスキー スレーフォークト ルキアン ヴァルター・トール マティヤ・ヤーマ オシップ・ブラス ルドルフ・レヴィ クレー マルク リトラス ツィガーニ・デジェー ヴィルヘルム・テニー ハンス・ラッサー H・エプスタイン クッター |
| アドルフ・シネラー                           | 1876-1949   | ドイツ                 |                | ヘス C.P.フォール A・ルーカス A・M・ザイツ F.フォルツ カール・ハーグ パウル・ヴェーバー N.リトラス J.R.テート ベルタラン ヤン・マテイコ ディーツ H.マカルト N.ギジス ベンツール ライブル ウーデ ドゥフェネク G・キュール トリュブナー ヘルツェル P.ヘッカー ハンス・オルデ O.H.バッチャー デキャンプ A.ミュシャ ランデンベルガー ムンク シュタール 原田直次郎 カンディンスキー スレーフォークト ルキアン ヴァルター・トール マティヤ・ヤーマ オシップ・ブラス ルドルフ・レヴィ クレー マルク リトラス ツィガーニ・デジェー ヴィルヘルム・テニー ハンス・ラッサー H・エプスタイン クッター |
| コーベル・レオー                             | 1876-1931   | ハンガリー             |                | ヘス C.P.フォール A・ルーカス A・M・ザイツ F.フォルツ カール・ハーグ パウル・ヴェーバー N.リトラス J.R.テート ベルタラン ヤン・マテイコ ディーツ H.マカルト N.ギジス ベンツール ライブル ウーデ ドゥフェネク G・キュール トリュブナー ヘルツェル P.ヘッカー ハンス・オルデ O.H.バッチャー デキャンプ A.ミュシャ ランデンベルガー ムンク シュタール 原田直次郎 カンディンスキー スレーフォークト ルキアン ヴァルター・トール マティヤ・ヤーマ オシップ・ブラス ルドルフ・レヴィ クレー マルク リトラス ツィガーニ・デジェー ヴィルヘルム・テニー ハンス・ラッサー H・エプスタイン クッター |
| ゲオルク・コルベ                             | 1877-1947   | ドイツ                 |                | ヘス C.P.フォール A・ルーカス A・M・ザイツ F.フォルツ カール・ハーグ パウル・ヴェーバー N.リトラス J.R.テート ベルタラン ヤン・マテイコ ディーツ H.マカルト N.ギジス ベンツール ライブル ウーデ ドゥフェネク G・キュール トリュブナー ヘルツェル P.ヘッカー ハンス・オルデ O.H.バッチャー デキャンプ A.ミュシャ ランデンベルガー ムンク シュタール 原田直次郎 カンディンスキー スレーフォークト ルキアン ヴァルター・トール マティヤ・ヤーマ オシップ・ブラス ルドルフ・レヴィ クレー マルク リトラス ツィガーニ・デジェー ヴィルヘルム・テニー ハンス・ラッサー H・エプスタイン クッター |
| ウォルト・クーン                             | 1877-1949   | アメリカ合衆国         |                | ヘス C.P.フォール A・ルーカス A・M・ザイツ F.フォルツ カール・ハーグ パウル・ヴェーバー N.リトラス J.R.テート ベルタラン ヤン・マテイコ ディーツ H.マカルト N.ギジス ベンツール ライブル ウーデ ドゥフェネク G・キュール トリュブナー ヘルツェル P.ヘッカー ハンス・オルデ O.H.バッチャー デキャンプ A.ミュシャ ランデンベルガー ムンク シュタール 原田直次郎 カンディンスキー スレーフォークト ルキアン ヴァルター・トール マティヤ・ヤーマ オシップ・ブラス ルドルフ・レヴィ クレー マルク リトラス ツィガーニ・デジェー ヴィルヘルム・テニー ハンス・ラッサー H・エプスタイン クッター |
| アルベルト・ヴァイスゲルバー                 | 1878-1915   | ドイツ                 |                | ヘス C.P.フォール A・ルーカス A・M・ザイツ F.フォルツ カール・ハーグ パウル・ヴェーバー N.リトラス J.R.テート ベルタラン ヤン・マテイコ ディーツ H.マカルト N.ギジス ベンツール ライブル ウーデ ドゥフェネク G・キュール トリュブナー ヘルツェル P.ヘッカー ハンス・オルデ O.H.バッチャー デキャンプ A.ミュシャ ランデンベルガー ムンク シュタール 原田直次郎 カンディンスキー スレーフォークト ルキアン ヴァルター・トール マティヤ・ヤーマ オシップ・ブラス ルドルフ・レヴィ クレー マルク リトラス ツィガーニ・デジェー ヴィルヘルム・テニー ハンス・ラッサー H・エプスタイン クッター |
| パウル・クレー                               | 1879-1940   | スイス                 |                | ヘス C.P.フォール A・ルーカス A・M・ザイツ F.フォルツ カール・ハーグ パウル・ヴェーバー N.リトラス J.R.テート ベルタラン ヤン・マテイコ ディーツ H.マカルト N.ギジス ベンツール ライブル ウーデ ドゥフェネク G・キュール トリュブナー ヘルツェル P.ヘッカー ハンス・オルデ O.H.バッチャー デキャンプ A.ミュシャ ランデンベルガー ムンク シュタール 原田直次郎 カンディンスキー スレーフォークト ルキアン ヴァルター・トール マティヤ・ヤーマ オシップ・ブラス ルドルフ・レヴィ クレー マルク リトラス ツィガーニ・デジェー ヴィルヘルム・テニー ハンス・ラッサー H・エプスタイン クッター |
| モイセイ・コーガン                           | 1879-1943   | ロシア                 |                | ヘス C.P.フォール A・ルーカス A・M・ザイツ F.フォルツ カール・ハーグ パウル・ヴェーバー N.リトラス J.R.テート ベルタラン ヤン・マテイコ ディーツ H.マカルト N.ギジス ベンツール ライブル ウーデ ドゥフェネク G・キュール トリュブナー ヘルツェル P.ヘッカー ハンス・オルデ O.H.バッチャー デキャンプ A.ミュシャ ランデンベルガー ムンク シュタール 原田直次郎 カンディンスキー スレーフォークト ルキアン ヴァルター・トール マティヤ・ヤーマ オシップ・ブラス ルドルフ・レヴィ クレー マルク リトラス ツィガーニ・デジェー ヴィルヘルム・テニー ハンス・ラッサー H・エプスタイン クッター |
| フランツ・マルク                             | 1880-1916   | ドイツ                 |                | ヘス C.P.フォール A・ルーカス A・M・ザイツ F.フォルツ カール・ハーグ パウル・ヴェーバー N.リトラス J.R.テート ベルタラン ヤン・マテイコ ディーツ H.マカルト N.ギジス ベンツール ライブル ウーデ ドゥフェネク G・キュール トリュブナー ヘルツェル P.ヘッカー ハンス・オルデ O.H.バッチャー デキャンプ A.ミュシャ ランデンベルガー ムンク シュタール 原田直次郎 カンディンスキー スレーフォークト ルキアン ヴァルター・トール マティヤ・ヤーマ オシップ・ブラス ルドルフ・レヴィ クレー マルク リトラス ツィガーニ・デジェー ヴィルヘルム・テニー ハンス・ラッサー H・エプスタイン クッター |
| ハンス・プルマン                             | 1880-1966   | ドイツ                 |                | ヘス C.P.フォール A・ルーカス A・M・ザイツ F.フォルツ カール・ハーグ パウル・ヴェーバー N.リトラス J.R.テート ベルタラン ヤン・マテイコ ディーツ H.マカルト N.ギジス ベンツール ライブル ウーデ ドゥフェネク G・キュール トリュブナー ヘルツェル P.ヘッカー ハンス・オルデ O.H.バッチャー デキャンプ A.ミュシャ ランデンベルガー ムンク シュタール 原田直次郎 カンディンスキー スレーフォークト ルキアン ヴァルター・トール マティヤ・ヤーマ オシップ・ブラス ルドルフ・レヴィ クレー マルク リトラス ツィガーニ・デジェー ヴィルヘルム・テニー ハンス・ラッサー H・エプスタイン クッター |
| アクセル・トルネマン                         | 1880-1925   | スウェーデン           |                | ヘス C.P.フォール A・ルーカス A・M・ザイツ F.フォルツ カール・ハーグ パウル・ヴェーバー N.リトラス J.R.テート ベルタラン ヤン・マテイコ ディーツ H.マカルト N.ギジス ベンツール ライブル ウーデ ドゥフェネク G・キュール トリュブナー ヘルツェル P.ヘッカー ハンス・オルデ O.H.バッチャー デキャンプ A.ミュシャ ランデンベルガー ムンク シュタール 原田直次郎 カンディンスキー スレーフォークト ルキアン ヴァルター・トール マティヤ・ヤーマ オシップ・ブラス ルドルフ・レヴィ クレー マルク リトラス ツィガーニ・デジェー ヴィルヘルム・テニー ハンス・ラッサー H・エプスタイン クッター |
| ヘルマン・ハラー                             | 1880-1950   | スイス                 |                | ヘス C.P.フォール A・ルーカス A・M・ザイツ F.フォルツ カール・ハーグ パウル・ヴェーバー N.リトラス J.R.テート ベルタラン ヤン・マテイコ ディーツ H.マカルト N.ギジス ベンツール ライブル ウーデ ドゥフェネク G・キュール トリュブナー ヘルツェル P.ヘッカー ハンス・オルデ O.H.バッチャー デキャンプ A.ミュシャ ランデンベルガー ムンク シュタール 原田直次郎 カンディンスキー スレーフォークト ルキアン ヴァルター・トール マティヤ・ヤーマ オシップ・ブラス ルドルフ・レヴィ クレー マルク リトラス ツィガーニ・デジェー ヴィルヘルム・テニー ハンス・ラッサー H・エプスタイン クッター |
| コンスタンティノス・ディミトリアディス       | c.1880-1943 | ギリシャ               |                | ヘス C.P.フォール A・ルーカス A・M・ザイツ F.フォルツ カール・ハーグ パウル・ヴェーバー N.リトラス J.R.テート ベルタラン ヤン・マテイコ ディーツ H.マカルト N.ギジス ベンツール ライブル ウーデ ドゥフェネク G・キュール トリュブナー ヘルツェル P.ヘッカー ハンス・オルデ O.H.バッチャー デキャンプ A.ミュシャ ランデンベルガー ムンク シュタール 原田直次郎 カンディンスキー スレーフォークト ルキアン ヴァルター・トール マティヤ・ヤーマ オシップ・ブラス ルドルフ・レヴィ クレー マルク リトラス ツィガーニ・デジェー ヴィルヘルム・テニー ハンス・ラッサー H・エプスタイン クッター |
| フリッツ・シュトゥケンベルク                 | 1881-1944   | ドイツ                 |                | ヘス C.P.フォール A・ルーカス A・M・ザイツ F.フォルツ カール・ハーグ パウル・ヴェーバー N.リトラス J.R.テート ベルタラン ヤン・マテイコ ディーツ H.マカルト N.ギジス ベンツール ライブル ウーデ ドゥフェネク G・キュール トリュブナー ヘルツェル P.ヘッカー ハンス・オルデ O.H.バッチャー デキャンプ A.ミュシャ ランデンベルガー ムンク シュタール 原田直次郎 カンディンスキー スレーフォークト ルキアン ヴァルター・トール マティヤ・ヤーマ オシップ・ブラス ルドルフ・レヴィ クレー マルク リトラス ツィガーニ・デジェー ヴィルヘルム・テニー ハンス・ラッサー H・エプスタイン クッター |
| オイゲン・フォン・カーラー                   | 1882-1911   | チェコ                 |                | ヘス C.P.フォール A・ルーカス A・M・ザイツ F.フォルツ カール・ハーグ パウル・ヴェーバー N.リトラス J.R.テート ベルタラン ヤン・マテイコ ディーツ H.マカルト N.ギジス ベンツール ライブル ウーデ ドゥフェネク G・キュール トリュブナー ヘルツェル P.ヘッカー ハンス・オルデ O.H.バッチャー デキャンプ A.ミュシャ ランデンベルガー ムンク シュタール 原田直次郎 カンディンスキー スレーフォークト ルキアン ヴァルター・トール マティヤ・ヤーマ オシップ・ブラス ルドルフ・レヴィ クレー マルク リトラス ツィガーニ・デジェー ヴィルヘルム・テニー ハンス・ラッサー H・エプスタイン クッター |
| フェルナンド・ファデル                       | 1882-1935   | アルゼンチン           |                | ヘス C.P.フォール A・ルーカス A・M・ザイツ F.フォルツ カール・ハーグ パウル・ヴェーバー N.リトラス J.R.テート ベルタラン ヤン・マテイコ ディーツ H.マカルト N.ギジス ベンツール ライブル ウーデ ドゥフェネク G・キュール トリュブナー ヘルツェル P.ヘッカー ハンス・オルデ O.H.バッチャー デキャンプ A.ミュシャ ランデンベルガー ムンク シュタール 原田直次郎 カンディンスキー スレーフォークト ルキアン ヴァルター・トール マティヤ・ヤーマ オシップ・ブラス ルドルフ・レヴィ クレー マルク リトラス ツィガーニ・デジェー ヴィルヘルム・テニー ハンス・ラッサー H・エプスタイン クッター |
| パウル・クラインシュミット                   | 1883-1949   | ドイツ                 |                | ヘス C.P.フォール A・ルーカス A・M・ザイツ F.フォルツ カール・ハーグ パウル・ヴェーバー N.リトラス J.R.テート ベルタラン ヤン・マテイコ ディーツ H.マカルト N.ギジス ベンツール ライブル ウーデ ドゥフェネク G・キュール トリュブナー ヘルツェル P.ヘッカー ハンス・オルデ O.H.バッチャー デキャンプ A.ミュシャ ランデンベルガー ムンク シュタール 原田直次郎 カンディンスキー スレーフォークト ルキアン ヴァルター・トール マティヤ・ヤーマ オシップ・ブラス ルドルフ・レヴィ クレー マルク リトラス ツィガーニ・デジェー ヴィルヘルム・テニー ハンス・ラッサー H・エプスタイン クッター |
| カール・アルノルト                           | 1883-1953   | ドイツ                 |                | ヘス C.P.フォール A・ルーカス A・M・ザイツ F.フォルツ カール・ハーグ パウル・ヴェーバー N.リトラス J.R.テート ベルタラン ヤン・マテイコ ディーツ H.マカルト N.ギジス ベンツール ライブル ウーデ ドゥフェネク G・キュール トリュブナー ヘルツェル P.ヘッカー ハンス・オルデ O.H.バッチャー デキャンプ A.ミュシャ ランデンベルガー ムンク シュタール 原田直次郎 カンディンスキー スレーフォークト ルキアン ヴァルター・トール マティヤ・ヤーマ オシップ・ブラス ルドルフ・レヴィ クレー マルク リトラス ツィガーニ・デジェー ヴィルヘルム・テニー ハンス・ラッサー H・エプスタイン クッター |
| ニコラオス・リトラス                         | 1883-1927   | ギリシャ               |                | ヘス C.P.フォール A・ルーカス A・M・ザイツ F.フォルツ カール・ハーグ パウル・ヴェーバー N.リトラス J.R.テート ベルタラン ヤン・マテイコ ディーツ H.マカルト N.ギジス ベンツール ライブル ウーデ ドゥフェネク G・キュール トリュブナー ヘルツェル P.ヘッカー ハンス・オルデ O.H.バッチャー デキャンプ A.ミュシャ ランデンベルガー ムンク シュタール 原田直次郎 カンディンスキー スレーフォークト ルキアン ヴァルター・トール マティヤ・ヤーマ オシップ・ブラス ルドルフ・レヴィ クレー マルク リトラス ツィガーニ・デジェー ヴィルヘルム・テニー ハンス・ラッサー H・エプスタイン クッター |
| ツィガーニ・デジェー                         | 1883-1937   | ハンガリー             |                | ヘス C.P.フォール A・ルーカス A・M・ザイツ F.フォルツ カール・ハーグ パウル・ヴェーバー N.リトラス J.R.テート ベルタラン ヤン・マテイコ ディーツ H.マカルト N.ギジス ベンツール ライブル ウーデ ドゥフェネク G・キュール トリュブナー ヘルツェル P.ヘッカー ハンス・オルデ O.H.バッチャー デキャンプ A.ミュシャ ランデンベルガー ムンク シュタール 原田直次郎 カンディンスキー スレーフォークト ルキアン ヴァルター・トール マティヤ・ヤーマ オシップ・ブラス ルドルフ・レヴィ クレー マルク リトラス ツィガーニ・デジェー ヴィルヘルム・テニー ハンス・ラッサー H・エプスタイン クッター |
| ロマン・クラムシュティク                     | 1885-1942   | ポーランド             |                | ヘス C.P.フォール A・ルーカス A・M・ザイツ F.フォルツ カール・ハーグ パウル・ヴェーバー N.リトラス J.R.テート ベルタラン ヤン・マテイコ ディーツ H.マカルト N.ギジス ベンツール ライブル ウーデ ドゥフェネク G・キュール トリュブナー ヘルツェル P.ヘッカー ハンス・オルデ O.H.バッチャー デキャンプ A.ミュシャ ランデンベルガー ムンク シュタール 原田直次郎 カンディンスキー スレーフォークト ルキアン ヴァルター・トール マティヤ・ヤーマ オシップ・ブラス ルドルフ・レヴィ クレー マルク リトラス ツィガーニ・デジェー ヴィルヘルム・テニー ハンス・ラッサー H・エプスタイン クッター |
| ミロスラフ・クラリェヴィッチ                 | 1885-1913   | クロアチア             |                | ヘス C.P.フォール A・ルーカス A・M・ザイツ F.フォルツ カール・ハーグ パウル・ヴェーバー N.リトラス J.R.テート ベルタラン ヤン・マテイコ ディーツ H.マカルト N.ギジス ベンツール ライブル ウーデ ドゥフェネク G・キュール トリュブナー ヘルツェル P.ヘッカー ハンス・オルデ O.H.バッチャー デキャンプ A.ミュシャ ランデンベルガー ムンク シュタール 原田直次郎 カンディンスキー スレーフォークト ルキアン ヴァルター・トール マティヤ・ヤーマ オシップ・ブラス ルドルフ・レヴィ クレー マルク リトラス ツィガーニ・デジェー ヴィルヘルム・テニー ハンス・ラッサー H・エプスタイン クッター |
| ヨシップ・ラチッチ                           | 1885-1908   | クロアチア             |                | ヘス C.P.フォール A・ルーカス A・M・ザイツ F.フォルツ カール・ハーグ パウル・ヴェーバー N.リトラス J.R.テート ベルタラン ヤン・マテイコ ディーツ H.マカルト N.ギジス ベンツール ライブル ウーデ ドゥフェネク G・キュール トリュブナー ヘルツェル P.ヘッカー ハンス・オルデ O.H.バッチャー デキャンプ A.ミュシャ ランデンベルガー ムンク シュタール 原田直次郎 カンディンスキー スレーフォークト ルキアン ヴァルター・トール マティヤ・ヤーマ オシップ・ブラス ルドルフ・レヴィ クレー マルク リトラス ツィガーニ・デジェー ヴィルヘルム・テニー ハンス・ラッサー H・エプスタイン クッター |
| フリッツ・バウマン                           | 1886-1942   | ドイツ                 |                | ヘス C.P.フォール A・ルーカス A・M・ザイツ F.フォルツ カール・ハーグ パウル・ヴェーバー N.リトラス J.R.テート ベルタラン ヤン・マテイコ ディーツ H.マカルト N.ギジス ベンツール ライブル ウーデ ドゥフェネク G・キュール トリュブナー ヘルツェル P.ヘッカー ハンス・オルデ O.H.バッチャー デキャンプ A.ミュシャ ランデンベルガー ムンク シュタール 原田直次郎 カンディンスキー スレーフォークト ルキアン ヴァルター・トール マティヤ・ヤーマ オシップ・ブラス ルドルフ・レヴィ クレー マルク リトラス ツィガーニ・デジェー ヴィルヘルム・テニー ハンス・ラッサー H・エプスタイン クッター |
| ヴィルヘルム・テニー                         | 1888-1949   | オーストリア           |                | ヘス C.P.フォール A・ルーカス A・M・ザイツ F.フォルツ カール・ハーグ パウル・ヴェーバー N.リトラス J.R.テート ベルタラン ヤン・マテイコ ディーツ H.マカルト N.ギジス ベンツール ライブル ウーデ ドゥフェネク G・キュール トリュブナー ヘルツェル P.ヘッカー ハンス・オルデ O.H.バッチャー デキャンプ A.ミュシャ ランデンベルガー ムンク シュタール 原田直次郎 カンディンスキー スレーフォークト ルキアン ヴァルター・トール マティヤ・ヤーマ オシップ・ブラス ルドルフ・レヴィ クレー マルク リトラス ツィガーニ・デジェー ヴィルヘルム・テニー ハンス・ラッサー H・エプスタイン クッター |
| ジョルジョ・デ・キリコ                       | 1888-1978   | イタリア               |                | ヘス C.P.フォール A・ルーカス A・M・ザイツ F.フォルツ カール・ハーグ パウル・ヴェーバー N.リトラス J.R.テート ベルタラン ヤン・マテイコ ディーツ H.マカルト N.ギジス ベンツール ライブル ウーデ ドゥフェネク G・キュール トリュブナー ヘルツェル P.ヘッカー ハンス・オルデ O.H.バッチャー デキャンプ A.ミュシャ ランデンベルガー ムンク シュタール 原田直次郎 カンディンスキー スレーフォークト ルキアン ヴァルター・トール マティヤ・ヤーマ オシップ・ブラス ルドルフ・レヴィ クレー マルク リトラス ツィガーニ・デジェー ヴィルヘルム・テニー ハンス・ラッサー H・エプスタイン クッター |
| ヨゼフ・アルバース                           | 1888-1976   | ドイツ/アメリカ合衆国  |                | ヘス C.P.フォール A・ルーカス A・M・ザイツ F.フォルツ カール・ハーグ パウル・ヴェーバー N.リトラス J.R.テート ベルタラン ヤン・マテイコ ディーツ H.マカルト N.ギジス ベンツール ライブル ウーデ ドゥフェネク G・キュール トリュブナー ヘルツェル P.ヘッカー ハンス・オルデ O.H.バッチャー デキャンプ A.ミュシャ ランデンベルガー ムンク シュタール 原田直次郎 カンディンスキー スレーフォークト ルキアン ヴァルター・トール マティヤ・ヤーマ オシップ・ブラス ルドルフ・レヴィ クレー マルク リトラス ツィガーニ・デジェー ヴィルヘルム・テニー ハンス・ラッサー H・エプスタイン クッター |
| ヘルマン・シュテンナー                       | 1891-1914   | ドイツ                 |                | ヘス C.P.フォール A・ルーカス A・M・ザイツ F.フォルツ カール・ハーグ パウル・ヴェーバー N.リトラス J.R.テート ベルタラン ヤン・マテイコ ディーツ H.マカルト N.ギジス ベンツール ライブル ウーデ ドゥフェネク G・キュール トリュブナー ヘルツェル P.ヘッカー ハンス・オルデ O.H.バッチャー デキャンプ A.ミュシャ ランデンベルガー ムンク シュタール 原田直次郎 カンディンスキー スレーフォークト ルキアン ヴァルター・トール マティヤ・ヤーマ オシップ・ブラス ルドルフ・レヴィ クレー マルク リトラス ツィガーニ・デジェー ヴィルヘルム・テニー ハンス・ラッサー H・エプスタイン クッター |
| ハンス・ラッサー                             | 1891-1932   | ドイツ                 |                | ヘス C.P.フォール A・ルーカス A・M・ザイツ F.フォルツ カール・ハーグ パウル・ヴェーバー N.リトラス J.R.テート ベルタラン ヤン・マテイコ ディーツ H.マカルト N.ギジス ベンツール ライブル ウーデ ドゥフェネク G・キュール トリュブナー ヘルツェル P.ヘッカー ハンス・オルデ O.H.バッチャー デキャンプ A.ミュシャ ランデンベルガー ムンク シュタール 原田直次郎 カンディンスキー スレーフォークト ルキアン ヴァルター・トール マティヤ・ヤーマ オシップ・ブラス ルドルフ・レヴィ クレー マルク リトラス ツィガーニ・デジェー ヴィルヘルム・テニー ハンス・ラッサー H・エプスタイン クッター |
| アンリ・エプスタイン                         | 1891-1944   | ポーランド             |                | ヘス C.P.フォール A・ルーカス A・M・ザイツ F.フォルツ カール・ハーグ パウル・ヴェーバー N.リトラス J.R.テート ベルタラン ヤン・マテイコ ディーツ H.マカルト N.ギジス ベンツール ライブル ウーデ ドゥフェネク G・キュール トリュブナー ヘルツェル P.ヘッカー ハンス・オルデ O.H.バッチャー デキャンプ A.ミュシャ ランデンベルガー ムンク シュタール 原田直次郎 カンディンスキー スレーフォークト ルキアン ヴァルター・トール マティヤ・ヤーマ オシップ・ブラス ルドルフ・レヴィ クレー マルク リトラス ツィガーニ・デジェー ヴィルヘルム・テニー ハンス・ラッサー H・エプスタイン クッター |
| クリスチャン・シャド                         | 1894-1982   | ドイツ                 |                | ヘス C.P.フォール A・ルーカス A・M・ザイツ F.フォルツ カール・ハーグ パウル・ヴェーバー N.リトラス J.R.テート ベルタラン ヤン・マテイコ ディーツ H.マカルト N.ギジス ベンツール ライブル ウーデ ドゥフェネク G・キュール トリュブナー ヘルツェル P.ヘッカー ハンス・オルデ O.H.バッチャー デキャンプ A.ミュシャ ランデンベルガー ムンク シュタール 原田直次郎 カンディンスキー スレーフォークト ルキアン ヴァルター・トール マティヤ・ヤーマ オシップ・ブラス ルドルフ・レヴィ クレー マルク リトラス ツィガーニ・デジェー ヴィルヘルム・テニー ハンス・ラッサー H・エプスタイン クッター |
| ジョセフ・クッター                           | 1894-1941   | ルクセンブルク         |                | ヘス C.P.フォール A・ルーカス A・M・ザイツ F.フォルツ カール・ハーグ パウル・ヴェーバー N.リトラス J.R.テート ベルタラン ヤン・マテイコ ディーツ H.マカルト N.ギジス ベンツール ライブル ウーデ ドゥフェネク G・キュール トリュブナー ヘルツェル P.ヘッカー ハンス・オルデ O.H.バッチャー デキャンプ A.ミュシャ ランデンベルガー ムンク シュタール 原田直次郎 カンディンスキー スレーフォークト ルキアン ヴァルター・トール マティヤ・ヤーマ オシップ・ブラス ルドルフ・レヴィ クレー マルク リトラス ツィガーニ・デジェー ヴィルヘルム・テニー ハンス・ラッサー H・エプスタイン クッター |
| エルミア・デ・ホーリー                       | 1906-1976   | ハンガリー             |                | ヘス C.P.フォール A・ルーカス A・M・ザイツ F.フォルツ カール・ハーグ パウル・ヴェーバー N.リトラス J.R.テート ベルタラン ヤン・マテイコ ディーツ H.マカルト N.ギジス ベンツール ライブル ウーデ ドゥフェネク G・キュール トリュブナー ヘルツェル P.ヘッカー ハンス・オルデ O.H.バッチャー デキャンプ A.ミュシャ ランデンベルガー ムンク シュタール 原田直次郎 カンディンスキー スレーフォークト ルキアン ヴァルター・トール マティヤ・ヤーマ オシップ・ブラス ルドルフ・レヴィ クレー マルク リトラス ツィガーニ・デジェー ヴィルヘルム・テニー ハンス・ラッサー H・エプスタイン クッター |
| ミレナ・パヴロヴィッチ＝バリリ               | 1909-1945   | セビリア               |                | ヘス C.P.フォール A・ルーカス A・M・ザイツ F.フォルツ カール・ハーグ パウル・ヴェーバー N.リトラス J.R.テート ベルタラン ヤン・マテイコ ディーツ H.マカルト N.ギジス ベンツール ライブル ウーデ ドゥフェネク G・キュール トリュブナー ヘルツェル P.ヘッカー ハンス・オルデ O.H.バッチャー デキャンプ A.ミュシャ ランデンベルガー ムンク シュタール 原田直次郎 カンディンスキー スレーフォークト ルキアン ヴァルター・トール マティヤ・ヤーマ オシップ・ブラス ルドルフ・レヴィ クレー マルク リトラス ツィガーニ・デジェー ヴィルヘルム・テニー ハンス・ラッサー H・エプスタイン クッター |
| ロータル＝ギュンター・ブーフハイム           | 1918-2007   | ドイツ                 | 小説家         | ヘス C.P.フォール A・ルーカス A・M・ザイツ F.フォルツ カール・ハーグ パウル・ヴェーバー N.リトラス J.R.テート ベルタラン ヤン・マテイコ ディーツ H.マカルト N.ギジス ベンツール ライブル ウーデ ドゥフェネク G・キュール トリュブナー ヘルツェル P.ヘッカー ハンス・オルデ O.H.バッチャー デキャンプ A.ミュシャ ランデンベルガー ムンク シュタール 原田直次郎 カンディンスキー スレーフォークト ルキアン ヴァルター・トール マティヤ・ヤーマ オシップ・ブラス ルドルフ・レヴィ クレー マルク リトラス ツィガーニ・デジェー ヴィルヘルム・テニー ハンス・ラッサー H・エプスタイン クッター |
| ベッティーナ・ハイネン–アイエヒ              | 1937-2020   | ドイツ                 |                | ヘス C.P.フォール A・ルーカス A・M・ザイツ F.フォルツ カール・ハーグ パウル・ヴェーバー N.リトラス J.R.テート ベルタラン ヤン・マテイコ ディーツ H.マカルト N.ギジス ベンツール ライブル ウーデ ドゥフェネク G・キュール トリュブナー ヘルツェル P.ヘッカー ハンス・オルデ O.H.バッチャー デキャンプ A.ミュシャ ランデンベルガー ムンク シュタール 原田直次郎 カンディンスキー スレーフォークト ルキアン ヴァルター・トール マティヤ・ヤーマ オシップ・ブラス ルドルフ・レヴィ クレー マルク リトラス ツィガーニ・デジェー ヴィルヘルム・テニー ハンス・ラッサー H・エプスタイン クッター |
| 高橋義治                                     | 1943-1998   | 日本                   |                | ヘス C.P.フォール A・ルーカス A・M・ザイツ F.フォルツ カール・ハーグ パウル・ヴェーバー N.リトラス J.R.テート ベルタラン ヤン・マテイコ ディーツ H.マカルト N.ギジス ベンツール ライブル ウーデ ドゥフェネク G・キュール トリュブナー ヘルツェル P.ヘッカー ハンス・オルデ O.H.バッチャー デキャンプ A.ミュシャ ランデンベルガー ムンク シュタール 原田直次郎 カンディンスキー スレーフォークト ルキアン ヴァルター・トール マティヤ・ヤーマ オシップ・ブラス ルドルフ・レヴィ クレー マルク リトラス ツィガーニ・デジェー ヴィルヘルム・テニー ハンス・ラッサー H・エプスタイン クッター |
| 坂口寛敏                                     | 1949-       | 日本                   |                | ヘス C.P.フォール A・ルーカス A・M・ザイツ F.フォルツ カール・ハーグ パウル・ヴェーバー N.リトラス J.R.テート ベルタラン ヤン・マテイコ ディーツ H.マカルト N.ギジス ベンツール ライブル ウーデ ドゥフェネク G・キュール トリュブナー ヘルツェル P.ヘッカー ハンス・オルデ O.H.バッチャー デキャンプ A.ミュシャ ランデンベルガー ムンク シュタール 原田直次郎 カンディンスキー スレーフォークト ルキアン ヴァルター・トール マティヤ・ヤーマ オシップ・ブラス ルドルフ・レヴィ クレー マルク リトラス ツィガーニ・デジェー ヴィルヘルム・テニー ハンス・ラッサー H・エプスタイン クッター |
| 赤木範陸                                     | 1961-       | 日本                   |                | ヘス C.P.フォール A・ルーカス A・M・ザイツ F.フォルツ カール・ハーグ パウル・ヴェーバー N.リトラス J.R.テート ベルタラン ヤン・マテイコ ディーツ H.マカルト N.ギジス ベンツール ライブル ウーデ ドゥフェネク G・キュール トリュブナー ヘルツェル P.ヘッカー ハンス・オルデ O.H.バッチャー デキャンプ A.ミュシャ ランデンベルガー ムンク シュタール 原田直次郎 カンディンスキー スレーフォークト ルキアン ヴァルター・トール マティヤ・ヤーマ オシップ・ブラス ルドルフ・レヴィ クレー マルク リトラス ツィガーニ・デジェー ヴィルヘルム・テニー ハンス・ラッサー H・エプスタイン クッター |